# Thành viên Quốc Vụ viện Cộng hòa Nhân dân Trung Hoa
Điều 86 Hiến pháp nước Cộng hòa Nhân dân Trung Hoa và Điều 2 Luật tổ chức Quốc vụ viện Cộng hòa Nhân dân Trung Hoa quy định cơ cấu thành viên của Quốc vụ viện, tức Chính phủ Trung Quốc, gồm có các chức vụ sau:
- Tổng lý (Thủ tướng)
- Một số Phó Tổng lý (Phó Thủ tướng)
- Một số Ủy viên Quốc vụ
- Các Bộ trưởng
- Chủ nhiệm các Ủy ban
- Thẩm Kế trưởng (Tổng Kiểm toán)
- Tổng Thư ký

Cả Hiến pháp và Luật tổ chức Quốc vụ viện hiện hành đều không đề cập đến Thống đốc Ngân hàng Nhân dân Trung Quốc.
Trong khi các Phiên họp Thường vụ của Quốc vụ viện chỉ bao gồm Thủ tướng, các Phó Thủ tướng, các Ủy viên Quốc vụ và Tổng thư ký Quốc vụ; thì các Phiên họp toàn thể của Quốc vụ viện bao gồm tất cả các thành viên của Quốc vụ viện.

## Trình tự bầu và nhiệm kỳ
- Nhân sự dự kiến cho chức vụ Thủ tướng Quốc vụ viện do Chủ tịch nước đề xuất và Đại hội Đại biểu Nhân dân Toàn quốc bỏ phiếu quyết định; sau đó Chủ tịch nước sẽ bổ nhiệm và cách chức theo quyết định của Đại hội Đại biểu Nhân dân Toàn quốc.
- Các ứng viên chức vụ Phó Thủ tướng, Ủy viên Quốc vụ, Bộ trưởng, Chủ nhiệm các Ủy ban, Tổng Kiểm toán và Tổng Thư ký của Quốc vụ viện do Đại hội Đại biểu Nhân dân Toàn quốc quyết định theo đề xuất của Thủ tướng Quốc vụ viện; Chủ tịch nước phê chuẩn việc bổ nhiệm và bãi nhiệm. Khi Nhân Đại Toàn quốc không họp, Ủy ban Thường vụ Nhân Đại Toàn quốc quyết định việc lựa chọn, bổ nhiệm và miễn nhiệm các Bộ trưởng, Chủ nhiệm các Ủy ban, Tổng kiểm toán, Tổng thư ký theo đề xuất của Thủ tướng Quốc vụ viện để Chủ tịch nước phê chuẩn.
- Nhiệm kỳ của Quốc vụ viện là 5 năm. Thủ tướng, Phó thủ tướng và các Ủy viên Quốc vụ giữ chức vụ không quá hai nhiệm kỳ liên tiếp.

## Danh sách thành viên Quốc vụ viện các khóa

### Khóa I (1954-1959)
| Quốc vụ viện Đại hội Đại biểu Nhân dân Toàn quốc khóa I (1954-1959) | Quốc vụ viện Đại hội Đại biểu Nhân dân Toàn quốc khóa I (1954-1959) | Quốc vụ viện Đại hội Đại biểu Nhân dân Toàn quốc khóa I (1954-1959)                                                                         | Quốc vụ viện Đại hội Đại biểu Nhân dân Toàn quốc khóa I (1954-1959) |
| Thành phần                                                          | Chức vụ                                                             | Tên | Ghi chú khác                                                        |
| ------------------------------------------------------------------- | ------------------------------------------------------------------- | --- | ------------------------------------------------------------------- |
| Thường vụ Quốc vụ viện                                              | Thủ tướng                                                           | Chu Ân Lai |                                                                     |
| Thường vụ Quốc vụ viện                                              | Phó Thủ tướng                                                       | Trần Vân Lâm Bưu Bành Đức Hoài Đặng Tiểu Bình Đặng Tử Khôi Hạ Long Trần Nghị Ô Lan Phu Lý Phú Xuân Lý Tiên Niệm Nhiếp Vinh Trăn Bạc Nhất Ba |                                                                     |
| Thường vụ Quốc vụ viện                                              | Tổng Thư ký                                                         | Tập Trọng Huân |                                                                     |
| Thành phần                                                          | Chức vụ                                                             | Trực thuộc | Tên                                                                 |
| Bộ trưởng và Chủ nhiệm các Ủy ban                                   | Bộ trưởng                                                           | Bộ Nội vụ | Tạ Giác Tai                                                         |
| Bộ trưởng và Chủ nhiệm các Ủy ban                                   | Bộ trưởng                                                           | Bộ Ngoại giao | Chu Ân Lai (kiêm)                                                   |
| Bộ trưởng và Chủ nhiệm các Ủy ban                                   | Bộ trưởng                                                           | Bộ Quốc phòng | Bành Đức Hoài (kiêm)                                                |
| Bộ trưởng và Chủ nhiệm các Ủy ban                                   | Bộ trưởng                                                           | Bộ Công an | La Thụy Khanh                                                       |
| Bộ trưởng và Chủ nhiệm các Ủy ban                                   | Bộ trưởng                                                           | Bộ Tư Pháp | Sử Lương                                                            |
| Bộ trưởng và Chủ nhiệm các Ủy ban                                   | Bộ trưởng                                                           | Bộ Giám sát | Tiền Anh                                                            |
| Bộ trưởng và Chủ nhiệm các Ủy ban                                   | Bộ trưởng                                                           | Bộ Tài chính | Lý Tiên Niệm                                                        |
| Bộ trưởng và Chủ nhiệm các Ủy ban                                   | Bộ trưởng                                                           | Bộ Lương Thực | Chương Nãi Khí                                                      |
| Bộ trưởng và Chủ nhiệm các Ủy ban                                   | Bộ trưởng                                                           | Bộ Thương Nghiệp | Tằng Sơn                                                            |
| Bộ trưởng và Chủ nhiệm các Ủy ban                                   | Bộ trưởng                                                           | Bộ Đối ngoại Mậu dịch | Diệp Quý Tráng                                                      |
| Bộ trưởng và Chủ nhiệm các Ủy ban                                   | Bộ trưởng                                                           | Bộ Công nghiệp nặng năm 1956 tách làm 3 Bộ                                                                                                  | Vương Học Thọ                                                       |
| Bộ trưởng và Chủ nhiệm các Ủy ban                                   | Bộ trưởng                                                           | Bộ Công nghiệp cơ giới thứ nhất | Hoàng Kính                                                          |
| Bộ trưởng và Chủ nhiệm các Ủy ban                                   | Bộ trưởng                                                           | Bộ Công nghiệp cơ giới thứ hai | Triệu Nhĩ Lục                                                       |
| Bộ trưởng và Chủ nhiệm các Ủy ban                                   | Bộ trưởng                                                           | Bộ Công nghiệp nhiên liệu | Trần Úc                                                             |
| Bộ trưởng và Chủ nhiệm các Ủy ban                                   | Bộ trưởng                                                           | Bộ Địa Chất | Lý Tứ Quang                                                         |
| Bộ trưởng và Chủ nhiệm các Ủy ban                                   | Bộ trưởng                                                           | Bộ Công trình Kiến trúc | Lưu Tú Phong                                                        |
| Bộ trưởng và Chủ nhiệm các Ủy ban                                   | Bộ trưởng                                                           | Bộ Công nghiệp Dệt may | Tương Quang Nãi                                                     |
| Bộ trưởng và Chủ nhiệm các Ủy ban                                   | Bộ trưởng                                                           | Bộ Công nghiệp nhẹ | Cổ Thác Phu → Sa Thiên Lý                                           |
| Bộ trưởng và Chủ nhiệm các Ủy ban                                   | Bộ trưởng                                                           | Bộ Công nghiệp địa phương | Sa Thiên Lý                                                         |
| Bộ trưởng và Chủ nhiệm các Ủy ban                                   | Bộ trưởng                                                           | Bộ Đường sắt | Đằng Đại Viễn                                                       |
| Bộ trưởng và Chủ nhiệm các Ủy ban                                   | Bộ trưởng                                                           | Bộ Giao thông | Chương Bá Quân                                                      |
| Bộ trưởng và Chủ nhiệm các Ủy ban                                   | Bộ trưởng                                                           | Bộ Bưu điện | Chu Học Phạm                                                        |
| Bộ trưởng và Chủ nhiệm các Ủy ban                                   | Bộ trưởng                                                           | Bộ Nông nghiệp | Liệu Lỗ Ngôn                                                        |
| Bộ trưởng và Chủ nhiệm các Ủy ban                                   | Bộ trưởng                                                           | Bộ Lâm nghiệp | Lương Hi                                                            |
| Bộ trưởng và Chủ nhiệm các Ủy ban                                   | Bộ trưởng                                                           | Bộ Thủy lợi | Phó Tác Nghĩa                                                       |
| Bộ trưởng và Chủ nhiệm các Ủy ban                                   | Bộ trưởng                                                           | Bộ Lao động | Mã Văn Thụy                                                         |
| Bộ trưởng và Chủ nhiệm các Ủy ban                                   | Bộ trưởng                                                           | Bộ Văn hóa | Trầm Nhạn Băng                                                      |
| Bộ trưởng và Chủ nhiệm các Ủy ban                                   | Bộ trưởng                                                           | Bộ Giáo dục Cao đẳng | Dương Tú Phong                                                      |
| Bộ trưởng và Chủ nhiệm các Ủy ban                                   | Bộ trưởng                                                           | Bộ Giáo dục | Trương Hề Nhược                                                     |
| Bộ trưởng và Chủ nhiệm các Ủy ban                                   | Bộ trưởng                                                           | Bộ Y tế | Lý Đức Toàn                                                         |
| Bộ trưởng và Chủ nhiệm các Ủy ban                                   | Bộ trưởng                                                           | Bộ Công nghiệp cơ giới thứ ba | Trương Lâm Chi                                                      |
| Bộ trưởng và Chủ nhiệm các Ủy ban                                   | Bộ trưởng                                                           | Bộ Kiến thiết Thành thị | Vạn Lý                                                              |
| Bộ trưởng và Chủ nhiệm các Ủy ban                                   | Bộ trưởng                                                           | Bộ Công nghiệp Thực phẩm | Lý Chúc Trần                                                        |
| Bộ trưởng và Chủ nhiệm các Ủy ban                                   | Bộ trưởng                                                           | Bộ Thủy sản | Hứa Đức Hành                                                        |
| Bộ trưởng và Chủ nhiệm các Ủy ban                                   | Bộ trưởng                                                           | Bộ Nông khẩn | Vương Chấn                                                          |
| Bộ trưởng và Chủ nhiệm các Ủy ban                                   | Bộ trưởng                                                           | Bộ Công nghiệp rừng | La Long Cơ                                                          |
| Bộ trưởng và Chủ nhiệm các Ủy ban                                   | Chủ nhiệm Ủy ban                                                    | Ủy ban Kế hoạch Nhà nước | Lý Phú Xuân                                                         |
| Bộ trưởng và Chủ nhiệm các Ủy ban                                   | Chủ nhiệm Ủy ban                                                    | Ủy ban Kiến thiết Nhà nước | Bạc Nhất Ba → Vương Hạc Thọ                                         |
| Bộ trưởng và Chủ nhiệm các Ủy ban                                   | Chủ nhiệm Ủy ban                                                    | Ủy ban Vận động Thể dục | Hạ Long (kiêm)                                                      |
| Bộ trưởng và Chủ nhiệm các Ủy ban                                   | Chủ nhiệm Ủy ban                                                    | Ủy ban Công tác Dân tộc | Ô Lan Phu                                                           |
| Bộ trưởng và Chủ nhiệm các Ủy ban                                   | Chủ nhiệm Ủy ban                                                    | Ủy ban Công tác Hoa kiều | Hà Hương Ngưng                                                      |
| Bộ trưởng và Chủ nhiệm các Ủy ban                                   | Chủ nhiệm Ủy ban                                                    | Ủy ban Kinh tế Nhà nước | Bạc Nhất Ba                                                         |
| Bộ trưởng và Chủ nhiệm các Ủy ban                                   | Chủ nhiệm Ủy ban                                                    | Ủy ban Kĩ thuật Nhà nước | Hoàng Kính                                                          |

### Khóa II (1959-1965)
| Quốc vụ viện Đại hội Đại biểu Nhân dân Toàn quốc khóa II (1959-1965) | Quốc vụ viện Đại hội Đại biểu Nhân dân Toàn quốc khóa II (1959-1965) | Quốc vụ viện Đại hội Đại biểu Nhân dân Toàn quốc khóa II (1959-1965) | Quốc vụ viện Đại hội Đại biểu Nhân dân Toàn quốc khóa II (1959-1965) |
| Thành phần                                                           | Chức vụ                                                              | Tên | Ghi chú khác                                                         |
| -------------------------------------------------------------------- | -------------------------------------------------------------------- | --- | -------------------------------------------------------------------- |
| Thường vụ Quốc vụ viện                                               | Thủ tướng                                                            | Chu Ân Lai |                                                                      |
| Thường vụ Quốc vụ viện                                               | Phó Thủ tướng                                                        | Trần Vân Lâm Bưu Bành Đức Hoài Đặng Tiểu Bình Đặng Tử Khôi Hạ Long Trần Nghị Ô Lan Phu Lý Phú Xuân Lý Tiên Niệm Nhiếp Vinh Trăn Bạc Nhất Ba Đàm Chấn Lâm Lục Định Nhất La Thụy Khanh Tập Trọng Huân |                                                                      |
| Thường vụ Quốc vụ viện                                               | Tổng Thư ký                                                          | Tập Trọng Huân (kiêm) |                                                                      |
| Thành phần                                                           | Chức vụ                                                              | Trực thuộc | Tên                                                                  |
| Bộ trưởng và Chủ nhiệm các Ủy ban                                    | Bộ trưởng                                                            | Bộ Nội vụ | Tiền Anh → Tăng Sơn                                                  |
| Bộ trưởng và Chủ nhiệm các Ủy ban                                    | Bộ trưởng                                                            | Bộ Ngoại giao | Trần Nghị (kiêm)                                                     |
| Bộ trưởng và Chủ nhiệm các Ủy ban                                    | Bộ trưởng                                                            | Bộ Quốc phòng | Bành Đức Hoài (kiêm) → Lâm Bưu (kiêm)                                |
| Bộ trưởng và Chủ nhiệm các Ủy ban                                    | Bộ trưởng                                                            | Bộ Công an | La Thụy Khanh (kiêm) → Tạ Phú Trị                                    |
| Bộ trưởng và Chủ nhiệm các Ủy ban                                    | Bộ trưởng                                                            | Bộ Tài chính | Lý Tiên Niệm                                                         |
| Bộ trưởng và Chủ nhiệm các Ủy ban                                    | Bộ trưởng                                                            | Bộ Lương Thực | Sa Thiên Lý                                                          |
| Bộ trưởng và Chủ nhiệm các Ủy ban                                    | Bộ trưởng                                                            | Bộ Thương Nghiệp | Trình Tử Hoa → Diêu Y Lâm                                            |
| Bộ trưởng và Chủ nhiệm các Ủy ban                                    | Bộ trưởng                                                            | Bộ Đối ngoại Mậu dịch | Diệp Quý Tráng                                                       |
| Bộ trưởng và Chủ nhiệm các Ủy ban                                    | Bộ trưởng                                                            | Bộ Thủy sản | Hứa Đức Hành                                                         |
| Bộ trưởng và Chủ nhiệm các Ủy ban                                    | Bộ trưởng                                                            | Bộ Công nghiệp rèn khí | Vương Hạc Thọ                                                        |
| Bộ trưởng và Chủ nhiệm các Ủy ban                                    | Bộ trưởng                                                            | Bộ Công nghiêp Hóa học | Bành Đào                                                             |
| Bộ trưởng và Chủ nhiệm các Ủy ban                                    | Bộ trưởng                                                            | Bộ Công nghiệp cơ giới thứ nhất | Triệu Nhĩ Lục → Đoàn Quân Nghị                                       |
| Bộ trưởng và Chủ nhiệm các Ủy ban                                    | Bộ trưởng                                                            | Bộ Công nghiệp cơ giới thứ hai | Tống Nhiệm Cùng → Lưu Kiệt                                           |
| Bộ trưởng và Chủ nhiệm các Ủy ban                                    | Bộ trưởng                                                            | Bộ Công nghiệp than đá | Trương Lâm Chi                                                       |
| Bộ trưởng và Chủ nhiệm các Ủy ban                                    | Bộ trưởng                                                            | Bộ Công nghiệp Dầu mỏ hóa thạch | Dư Thu Lý                                                            |
| Bộ trưởng và Chủ nhiệm các Ủy ban                                    | Bộ trưởng                                                            | Bộ Địa chất | Lý Tứ Quang                                                          |
| Bộ trưởng và Chủ nhiệm các Ủy ban                                    | Bộ trưởng                                                            | Bộ Công trình Kiến trúc | Lưu Tú Phong                                                         |
| Bộ trưởng và Chủ nhiệm các Ủy ban                                    | Bộ trưởng                                                            | Bộ Công nghiệp Dệt may | Tương Quang Nãi                                                      |
| Bộ trưởng và Chủ nhiệm các Ủy ban                                    | Bộ trưởng                                                            | Bộ Công nghiệp nhẹ | Lý Chúc Trần                                                         |
| Bộ trưởng và Chủ nhiệm các Ủy ban                                    | Bộ trưởng                                                            | Bộ Đường sắt | Đằng Đại Viễn                                                        |
| Bộ trưởng và Chủ nhiệm các Ủy ban                                    | Bộ trưởng                                                            | Bộ Giao thông | Vương Thủ Đạo                                                        |
| Bộ trưởng và Chủ nhiệm các Ủy ban                                    | Bộ trưởng                                                            | Bộ Bưu điện | Chu Học Phạm                                                         |
| Bộ trưởng và Chủ nhiệm các Ủy ban                                    | Bộ trưởng                                                            | Bộ Nông nghiệp | Liêu Thừa Chí                                                        |
| Bộ trưởng và Chủ nhiệm các Ủy ban                                    | Bộ trưởng                                                            | Bộ Nông khẩn | Vương Chấn                                                           |
| Bộ trưởng và Chủ nhiệm các Ủy ban                                    | Bộ trưởng                                                            | Bộ Lâm nghiệp | Lưu Văn Huy                                                          |
| Bộ trưởng và Chủ nhiệm các Ủy ban                                    | Bộ trưởng                                                            | Bộ Thủy điện | Phó Tác Nghĩa                                                        |
| Bộ trưởng và Chủ nhiệm các Ủy ban                                    | Bộ trưởng                                                            | Bộ Lao động | Mã Văn Thụy                                                          |
| Bộ trưởng và Chủ nhiệm các Ủy ban                                    | Bộ trưởng                                                            | Bộ Văn hóa | Thẩm Nhạn Băng                                                       |
| Bộ trưởng và Chủ nhiệm các Ủy ban                                    | Bộ trưởng                                                            | Bộ Giáo dục | Dương Tú Phong                                                       |
| Bộ trưởng và Chủ nhiệm các Ủy ban                                    | Bộ trưởng                                                            | Bộ Y tế | Lý Đức Toàn                                                          |
| Bộ trưởng và Chủ nhiệm các Ủy ban                                    | Bộ trưởng                                                            | Bộ Công nghiệp cơ giới thứ ba | Trương Liên Khuê → Tôn Chí Viễn                                      |
| Bộ trưởng và Chủ nhiệm các Ủy ban                                    | Bộ trưởng                                                            | Bộ Nông nghiệp cơ giới | Trần Chính Nhân                                                      |
| Bộ trưởng và Chủ nhiệm các Ủy ban                                    | Chủ nhiệm Ủy ban                                                     | Ủy ban Kế hoạch Nhà nước | Lý Phú Xuân (kiêm)                                                   |
| Bộ trưởng và Chủ nhiệm các Ủy ban                                    | Chủ nhiệm Ủy ban                                                     | Ủy ban Xây dựng Nhà nước | Trần Vân (kiêm)                                                      |
| Bộ trưởng và Chủ nhiệm các Ủy ban                                    | Chủ nhiệm Ủy ban                                                     | Ủy ban Thể dục Thể thao | Hạ Long (kiêm)                                                       |
| Bộ trưởng và Chủ nhiệm các Ủy ban                                    | Chủ nhiệm Ủy ban                                                     | Ủy ban Công tác Dân tộc | Ô Lan Phu (kiêm)                                                     |
| Bộ trưởng và Chủ nhiệm các Ủy ban                                    | Chủ nhiệm Ủy ban                                                     | Ủy ban Công tác Hoa kiều | Liệu Thừa Chí                                                        |
| Bộ trưởng và Chủ nhiệm các Ủy ban                                    | Chủ nhiệm Ủy ban                                                     | Ủy ban Kinh tế Nhà nước | Bạc Nhất Ba (kiêm)                                                   |
| Bộ trưởng và Chủ nhiệm các Ủy ban                                    | Chủ nhiệm Ủy ban                                                     | Ủy ban Khoa học Kĩ thuật Nhà nước | Nhiếp Vinh Trăn (kiêm)                                               |
| Bộ trưởng và Chủ nhiệm các Ủy ban                                    | Chủ nhiệm Ủy ban                                                     | Ủy ban Liên lạc Văn hóa Đối ngoại | Trương Hề Nhược                                                      |

### Khóa III (1965-1975)
| Quốc vụ viện Đại hội Đại biểu Nhân dân Toàn quốc khóa III (1965-1975) | Quốc vụ viện Đại hội Đại biểu Nhân dân Toàn quốc khóa III (1965-1975) | Quốc vụ viện Đại hội Đại biểu Nhân dân Toàn quốc khóa III (1965-1975) | Quốc vụ viện Đại hội Đại biểu Nhân dân Toàn quốc khóa III (1965-1975) |
| Thành phần                                                            | Chức vụ                                                               | Tên | Ghi chú khác                                                          |
| --------------------------------------------------------------------- | --------------------------------------------------------------------- | --- | --------------------------------------------------------------------- |
| Thường vụ Quốc vụ viện                                                | Thủ tướng                                                             | Chu Ân Lai |                                                                       |
| Thường vụ Quốc vụ viện                                                | Phó Thủ tướng                                                         | Lâm Bưu (mất năm 1971) Trần Vân Đặng Tiểu Bình Hạ Long (mất năm 1969) Trần Nghị (mất năm 1972) Kha Khánh Thi (mất năm 1965) Ô Lan Phu Lý Phú Xuân Lý Tiên Niệm Đàm Chấn Lâm Nhiếp Vinh Trăn Bạc Nhất Ba Lục Định Nhất (bị bãi chức năm 1966) La Thụy Khanh (bị bãi chức năm 1966) Đào Chú (bị bãi chức năm 1967, mất năm 1969) Tạ Phú Trị (mất năm 1972) |                                                                       |
| Thường vụ Quốc vụ viện                                                | Tổng Thư ký                                                           | Chu Vinh Hâm |                                                                       |
| Thành phần                                                            | Chức vụ                                                               | Trực thuộc | Tên                                                                   |
| Bộ trưởng và Chủ nhiệm các Ủy ban                                     | Bộ trưởng                                                             | Bộ Nội vụ | Tằng Sơn                                                              |
| Bộ trưởng và Chủ nhiệm các Ủy ban                                     | Bộ trưởng                                                             | Bộ Ngoại giao | Trần Nghị (kiêm)                                                      |
| Bộ trưởng và Chủ nhiệm các Ủy ban                                     | Bộ trưởng                                                             | Bộ Quốc phòng | Lâm Bưu (kiêm)                                                        |
| Bộ trưởng và Chủ nhiệm các Ủy ban                                     | Bộ trưởng                                                             | Bộ Công an | Tạ Phú Trị (kiêm)                                                     |
| Bộ trưởng và Chủ nhiệm các Ủy ban                                     | Bộ trưởng                                                             | Bộ Nông nghiệp | Liệu Lỗ Ngôn                                                          |
| Bộ trưởng và Chủ nhiệm các Ủy ban                                     | Bộ trưởng                                                             | Bộ Nông khẩn | Vương Chấn                                                            |
| Bộ trưởng và Chủ nhiệm các Ủy ban                                     | Bộ trưởng                                                             | Bộ Lâm nghiệp | Lưu Văn Huy                                                           |
| Bộ trưởng và Chủ nhiệm các Ủy ban                                     | Bộ trưởng                                                             | Bộ Thủy sản | Hứa Đức Hành                                                          |
| Bộ trưởng và Chủ nhiệm các Ủy ban                                     | Bộ trưởng                                                             | Bộ Công nghiệp rèn khí | Lữ Đông                                                               |
| Bộ trưởng và Chủ nhiệm các Ủy ban                                     | Bộ trưởng                                                             | Bộ Công nghiêp Hóa học | Cao Dương                                                             |
| Bộ trưởng và Chủ nhiệm các Ủy ban                                     | Bộ trưởng                                                             | Bộ Công nghiệp cơ giới thứ nhất | Đoàn Quân Nghị                                                        |
| Bộ trưởng và Chủ nhiệm các Ủy ban                                     | Bộ trưởng                                                             | Bộ Công nghiệp cơ giới thứ hai | Lưu Kiệt                                                              |
| Bộ trưởng và Chủ nhiệm các Ủy ban                                     | Bộ trưởng                                                             | Bộ Công nghiệp cơ giới thứ ba | Tôn Chí Viễn                                                          |
| Bộ trưởng và Chủ nhiệm các Ủy ban                                     | Bộ trưởng                                                             | Bộ Công nghiệp cơ giới thứ tư | Vương Tránh                                                           |
| Bộ trưởng và Chủ nhiệm các Ủy ban                                     | Bộ trưởng                                                             | Bộ Công nghiệp cơ giới thứ năm | Khâu Sang Thành                                                       |
| Bộ trưởng và Chủ nhiệm các Ủy ban                                     | Bộ trưởng                                                             | Bộ Công nghiệp cơ giới thứ sáu | Phương Cường                                                          |
| Bộ trưởng và Chủ nhiệm các Ủy ban                                     | Bộ trưởng                                                             | Bộ Công nghiệp cơ giới thứ bảy | Vương Bỉnh Chương                                                     |
| Bộ trưởng và Chủ nhiệm các Ủy ban                                     | Bộ trưởng                                                             | Bộ Công nghiệp cơ giới thứ tám | Trần Chính Nhân                                                       |
| Bộ trưởng và Chủ nhiệm các Ủy ban                                     | Bộ trưởng                                                             | Bộ Công nghiệp than đá | Trương Lâm Chi                                                        |
| Bộ trưởng và Chủ nhiệm các Ủy ban                                     | Bộ trưởng                                                             | Bộ Công nghiệp Dầu mỏ hóa thạch | Dư Thu Lý                                                             |
| Bộ trưởng và Chủ nhiệm các Ủy ban                                     | Bộ trưởng                                                             | Bộ Thủy điện | Phó Tác Nghĩa                                                         |
| Bộ trưởng và Chủ nhiệm các Ủy ban                                     | Bộ trưởng                                                             | Bộ Địa chất | Lý Tứ Quang                                                           |
| Bộ trưởng và Chủ nhiệm các Ủy ban                                     | Bộ trưởng                                                             | Bộ Công trình Kiến trúc - phân ra làm 2 bộ - Bộ Công trình kiến trúc - Bộ Công nghiệp vật liệu kiến trúc | - Lý Nhân Tuấn - Lưu Dụ Dân - Lại Tế Phát                             |
| Bộ trưởng và Chủ nhiệm các Ủy ban                                     | Bộ trưởng                                                             | Bộ Công nghiệp Dệt may | Tương Quang Nãi                                                       |
| Bộ trưởng và Chủ nhiệm các Ủy ban                                     | Bộ trưởng                                                             | Bộ Công nghiệp nhẹ | Lý Chúc Trần                                                          |
| Bộ trưởng và Chủ nhiệm các Ủy ban                                     | Bộ trưởng                                                             | Bộ Đường sắt | Lữ Chính Thao                                                         |
| Bộ trưởng và Chủ nhiệm các Ủy ban                                     | Bộ trưởng                                                             | Bộ Giao thông | Tôn Đại Quang                                                         |
| Bộ trưởng và Chủ nhiệm các Ủy ban                                     | Bộ trưởng                                                             | Bộ Bưu điện | Chu Học Phạm                                                          |
| Bộ trưởng và Chủ nhiệm các Ủy ban                                     | Bộ trưởng                                                             | Bộ Quản lý Vật tư | Viên Bảo Hoa                                                          |
| Bộ trưởng và Chủ nhiệm các Ủy ban                                     | Bộ trưởng                                                             | Bộ Lao động | Mã Văn Thụy                                                           |
| Bộ trưởng và Chủ nhiệm các Ủy ban                                     | Bộ trưởng                                                             | Bộ Tài chính | Lý Tiên Niệm                                                          |
| Bộ trưởng và Chủ nhiệm các Ủy ban                                     | Bộ trưởng                                                             | Bộ Lương thực | Sa Thiên Lý                                                           |
| Bộ trưởng và Chủ nhiệm các Ủy ban                                     | Bộ trưởng                                                             | Bộ Thương nghiệp | Diêu Y Lâm                                                            |
| Bộ trưởng và Chủ nhiệm các Ủy ban                                     | Bộ trưởng                                                             | Bộ Đối ngoại Mậu dịch | Diệp Quý Tràng                                                        |
| Bộ trưởng và Chủ nhiệm các Ủy ban                                     | Bộ trưởng                                                             | Bộ Văn hóa | Lục Định Nhất (bị bãi chức năm 1966)                                  |
| Bộ trưởng và Chủ nhiệm các Ủy ban                                     | Bộ trưởng                                                             | Bộ Giáo dục | Hà Vĩ                                                                 |
| Bộ trưởng và Chủ nhiệm các Ủy ban                                     | Bộ trưởng                                                             | Bộ Giáo dục Cao đẳng | Tương Nam Tường                                                       |
| Bộ trưởng và Chủ nhiệm các Ủy ban                                     | Bộ trưởng                                                             | Bộ Y tế | Tiền Tín Chung                                                        |
| Bộ trưởng và Chủ nhiệm các Ủy ban                                     | Bộ trưởng                                                             | Bộ Công nghiệp nhẹ thứ 2 | Từ Vận Bắc                                                            |
| Bộ trưởng và Chủ nhiệm các Ủy ban                                     | Chủ nhiệm Ủy ban                                                      | Ủy ban Kế hoạch Nhà nước | Lý Phú Xuân (kiêm)                                                    |
| Bộ trưởng và Chủ nhiệm các Ủy ban                                     | Chủ nhiệm Ủy ban                                                      | Ủy ban Xây dựng Nhà nước | Cốc Mục                                                               |
| Bộ trưởng và Chủ nhiệm các Ủy ban                                     | Chủ nhiệm Ủy ban                                                      | Ủy ban Thể dục Thể thao | Hạ Long (kiêm)                                                        |
| Bộ trưởng và Chủ nhiệm các Ủy ban                                     | Chủ nhiệm Ủy ban                                                      | Ủy ban Công tác Dân tộc | Ô Lan Phu (kiêm)                                                      |
| Bộ trưởng và Chủ nhiệm các Ủy ban                                     | Chủ nhiệm Ủy ban                                                      | Ủy ban Công tác Hoa kiều | Liệu Thừa Chí                                                         |
| Bộ trưởng và Chủ nhiệm các Ủy ban                                     | Chủ nhiệm Ủy ban                                                      | Ủy ban Kinh tế Nhà nước | Bạc Nhất Ba (kiêm)                                                    |
| Bộ trưởng và Chủ nhiệm các Ủy ban                                     | Chủ nhiệm Ủy ban                                                      | Ủy ban Khoa học Kĩ thuật Nhà nước | Nhiếp Vinh Trăn (kiêm)                                                |
| Bộ trưởng và Chủ nhiệm các Ủy ban                                     | Chủ nhiệm Ủy ban                                                      | Ủy ban Liên lạc Văn hóa Đối ngoại | Trương Hề Nhược                                                       |
| Bộ trưởng và Chủ nhiệm các Ủy ban                                     | Chủ nhiệm Ủy ban                                                      | Ủy ban Liên lạc Kinh tế Đối ngoại | Phương Nghị (kiêm)                                                    |

### Khóa IV (1975-1978)
| Quốc vụ viện Đại hội Đại biểu Nhân dân Toàn quốc khóa IV (1975-1978) | Quốc vụ viện Đại hội Đại biểu Nhân dân Toàn quốc khóa IV (1975-1978) | Quốc vụ viện Đại hội Đại biểu Nhân dân Toàn quốc khóa IV (1975-1978) | Quốc vụ viện Đại hội Đại biểu Nhân dân Toàn quốc khóa IV (1975-1978) |
| Thành phần                                                           | Chức vụ                                                              | Tên | Ghi chú khác                                                         |
| -------------------------------------------------------------------- | -------------------------------------------------------------------- | --- | -------------------------------------------------------------------- |
| Thường vụ Quốc vụ viện                                               | Thủ tướng                                                            | Chu Ân Lai → Hoa Quốc Phong |                                                                      |
| Thường vụ Quốc vụ viện                                               | Phó Thủ tướng                                                        | Đặng Tiểu Bình Trương Xuân Kiều (đến năm 1976) Lý Tiên Niệm Trần Tích Liên Kỷ Đăng Khuê Hoa Quốc Phong (đến năm 1976) Trần Vĩnh Quý Ngô Quế Hiền (nữ) Vương Chấn Dư Thu Lý Cốc Mục Tôn Kiện |                                                                      |
| Thường vụ Quốc vụ viện                                               | Tổng Thư ký                                                          | Khuyết |                                                                      |
| Thành phần                                                           | Chức vụ                                                              | Trực thuộc | Tên                                                                  |
| Bộ trưởng và Chủ nhiệm các Ủy ban                                    | Bộ trưởng                                                            | Bộ Ngoại giao | Kiều Quán Hoa → Hoàng Hoa (chính trị gia)                            |
| Bộ trưởng và Chủ nhiệm các Ủy ban                                    | Bộ trưởng                                                            | Bộ Quốc phòng | Diệp Kiếm Anh                                                        |
| Bộ trưởng và Chủ nhiệm các Ủy ban                                    | Bộ trưởng                                                            | Bộ Công an | Hoa Quốc Phong (kiêm)                                                |
| Bộ trưởng và Chủ nhiệm các Ủy ban                                    | Bộ trưởng                                                            | Bộ Đối ngoại Mậu dịch | Lý Cường                                                             |
| Bộ trưởng và Chủ nhiệm các Ủy ban                                    | Bộ trưởng                                                            | Bộ Liên lạc Kinh tế Đối ngoại | Phương Nghị                                                          |
| Bộ trưởng và Chủ nhiệm các Ủy ban                                    | Bộ trưởng                                                            | Bộ Công nghiệp rèn khí | Trần Thiệu Côn                                                       |
| Bộ trưởng và Chủ nhiệm các Ủy ban                                    | Bộ trưởng                                                            | Bộ Công nghiệp cơ giới thứ nhất | Lý Thủy Thanh                                                        |
| Bộ trưởng và Chủ nhiệm các Ủy ban                                    | Bộ trưởng                                                            | Bộ Công nghiệp cơ giới thứ hai | Lưu Tây Nghiêu                                                       |
| Bộ trưởng và Chủ nhiệm các Ủy ban                                    | Bộ trưởng                                                            | Bộ Công nghiệp cơ giới thứ ba | Lý Tế Thái                                                           |
| Bộ trưởng và Chủ nhiệm các Ủy ban                                    | Bộ trưởng                                                            | Bộ Công nghiệp cơ giới thứ tư | Vương Tránh                                                          |
| Bộ trưởng và Chủ nhiệm các Ủy ban                                    | Bộ trưởng                                                            | Bộ Công nghiệp cơ giới thứ năm | Lý Thành Phương                                                      |
| Bộ trưởng và Chủ nhiệm các Ủy ban                                    | Bộ trưởng                                                            | Bộ Công nghiệp cơ giới thứ sáu | Biên Cương                                                           |
| Bộ trưởng và Chủ nhiệm các Ủy ban                                    | Bộ trưởng                                                            | Bộ Công nghiệp cơ giới thứ bảy | Uông Dương                                                           |
| Bộ trưởng và Chủ nhiệm các Ủy ban                                    | Bộ trưởng                                                            | Bộ Công nghiệp than đá | Từ Kim Cường                                                         |
| Bộ trưởng và Chủ nhiệm các Ủy ban                                    | Bộ trưởng                                                            | Bộ Công nghiệp Dầu mỏ hóa thạch | Khang Thế Ân                                                         |
| Bộ trưởng và Chủ nhiệm các Ủy ban                                    | Bộ trưởng                                                            | Bộ Thủy điện | Tiền Chính Anh                                                       |
| Bộ trưởng và Chủ nhiệm các Ủy ban                                    | Bộ trưởng                                                            | Bộ Công nghiệp nhẹ | Tiền Chi Anh                                                         |
| Bộ trưởng và Chủ nhiệm các Ủy ban                                    | Bộ trưởng                                                            | Bộ Đường sắt | Vạn Lý                                                               |
| Bộ trưởng và Chủ nhiệm các Ủy ban                                    | Bộ trưởng                                                            | Bộ Giao thông | Diệp Phi                                                             |
| Bộ trưởng và Chủ nhiệm các Ủy ban                                    | Bộ trưởng                                                            | Bộ Bưu điện | Chung Phu Tường                                                      |
| Bộ trưởng và Chủ nhiệm các Ủy ban                                    | Bộ trưởng                                                            | Bộ Tài chính | Trương Kính Phu                                                      |
| Bộ trưởng và Chủ nhiệm các Ủy ban                                    | Bộ trưởng                                                            | Bộ Thương nghiệp | Phạm Tử Du                                                           |
| Bộ trưởng và Chủ nhiệm các Ủy ban                                    | Bộ trưởng                                                            | Bộ Văn hóa | Vu Hội Vĩnh                                                          |
| Bộ trưởng và Chủ nhiệm các Ủy ban                                    | Bộ trưởng                                                            | Bộ Giáo dục | Chu Vinh Hâm                                                         |
| Bộ trưởng và Chủ nhiệm các Ủy ban                                    | Bộ trưởng                                                            | Bộ Y tế | Lưu Tương Bình                                                       |
| Bộ trưởng và Chủ nhiệm các Ủy ban                                    | Chủ nhiệm Ủy ban                                                     | Ủy ban Kế hoạch Nhà nước | Dư Thu Lý (kiêm)                                                     |
| Bộ trưởng và Chủ nhiệm các Ủy ban                                    | Chủ nhiệm Ủy ban                                                     | Ủy ban Xây dựng Cơ bản Nhà nước | Cốc Mục (kiêm)                                                       |
| Bộ trưởng và Chủ nhiệm các Ủy ban                                    | Chủ nhiệm Ủy ban                                                     | Ủy ban Thể dục Thể thao | Trang Tác Đống                                                       |

### Khóa V (1978-1983)
| Quốc vụ viện Đại hội Đại biểu Nhân dân Toàn quốc khóa thứ V (1978-1983) | Quốc vụ viện Đại hội Đại biểu Nhân dân Toàn quốc khóa thứ V (1978-1983) | Quốc vụ viện Đại hội Đại biểu Nhân dân Toàn quốc khóa thứ V (1978-1983) | Quốc vụ viện Đại hội Đại biểu Nhân dân Toàn quốc khóa thứ V (1978-1983) |
| Thành phần                                                              | Chức vụ                                                                 | Tên | Ghi chú khác                                                            |
| ----------------------------------------------------------------------- | ----------------------------------------------------------------------- | --- | ----------------------------------------------------------------------- |
| Thường vụ Quốc vụ viện                                                  | Thủ tướng                                                               | Hoa Quốc Phong → Triệu Tử Dương |                                                                         |
| Thường vụ Quốc vụ viện                                                  | Phó Thủ tướng                                                           | Đặng Tiểu Bình Lý Tiên Niệm Từ Hướng Tiền Kỷ Đăng Khuê Dư Thu Lý Trần Tích Liên Cảnh Tiêu Trần Vĩnh Quý Phương Nghị Vương Chấn Cốc Mục Khang Thế Ân Trần Mộ Hoa (nữ) Vương Nhiệm Trọng (từ năm 1979) Trần Vân (1979–80) Bạc Nhất Ba (từ năm 1979) Diêu Y Lâm (từ năm 1979) Cơ Bằng Phi (từ năm 1979) Triệu Tử Dương (từ tháng 4-1980 đến tháng 9-1980) Vạn Lý (từ năm 1980) Dương Tĩnh Nhân (từ năm 1980) Trương Ái Bình (từ năm 1980) Hoàng Hoa (từ năm 1980)                  |                                                                         |
| Thường vụ Quốc vụ viện                                                  | Ủy viên Quốc vụ                                                         | Dư Thu Lý Cảnh Tiêu (Bộ trưởng Bộ Quốc phòng, sau không kiêm nhiệm) Phương Nghị (Chủ nhiệm Ủy ban Khoa học Kỹ thuật Nhà nước) Cốc Mục Khang Thế Ân Trần Mộ Hoa (nữ) Bạc Nhất Ba (Phó Chủ nhiệm thứ nhất Ủy ban Cải cách Thể chế Kinh tế Nhà nước) Cơ Bằng Phi (sau kiêm nhiệm Chủ nhiệm Văn phòng Hồng Kông Macao Quốc vụ viện) Hoàng Hoa (Bộ trưởng Bộ Ngoại giao) Trương Kính Phu (Chủ nhiệm Ủy ban Kinh tế Nhà nước) Trương Ái Bình (bổ nhiệm thêm, Bộ trưởng Bộ Quốc phòng) |                                                                         |
| Thường vụ Quốc vụ viện                                                  | Tổng Thư ký                                                             | Cơ Bằng Phi (kiêm) → Kim Minh → Đỗ Tinh Viên |                                                                         |
| Thường vụ Quốc vụ viện                                                  | Cố vấn                                                                  | Tiền Chi Quang Lưu Lan Ba Lý Cường Tăng Sinh |                                                                         |
| Thành phần                                                              | Chức vụ                                                                 | Trực thuộc | Tên                                                                     |
| Bộ trưởng và Chủ nhiệm các Ủy ban                                       | Bộ trưởng                                                               | Bộ Ngoại giao | Hoàng Hoa → Ngô Học Khiêm                                               |
| Bộ trưởng và Chủ nhiệm các Ủy ban                                       | Bộ trưởng                                                               | Bộ Quốc phòng | Từ Hướng Tiền (kiêm) → Cảnh Tiêu (kiêm) → Trương Ái Bình (kiêm)         |
| Bộ trưởng và Chủ nhiệm các Ủy ban                                       | Bộ trưởng                                                               | Bộ Công an | Triệu Thường Bích                                                       |
| Bộ trưởng và Chủ nhiệm các Ủy ban                                       | Bộ trưởng                                                               | Bộ Dân Chính | Trình Tử Hoa → Thôi Nãi Phu                                             |
| Bộ trưởng và Chủ nhiệm các Ủy ban                                       | Bộ trưởng                                                               | Bộ Đối ngoại Mậu dịch | Lý Cường → Trịnh Thác Bân → Trần Mộ Hoa (kiêm)                          |
| Bộ trưởng và Chủ nhiệm các Ủy ban                                       | Bộ trưởng                                                               | Bộ Liên lạc Kinh tế Đối ngoại | Trần Mộ Hoa (kiêm)                                                      |
| Bộ trưởng và Chủ nhiệm các Ủy ban                                       | Bộ trưởng                                                               | Bộ Nông Lâm tách làm 2 Bộ | Dương Lập Công                                                          |
| Bộ trưởng và Chủ nhiệm các Ủy ban                                       | Bộ trưởng                                                               | Bộ Công nghiệp rèn khí | Đường Khắc → Lý Đông Dã                                                 |
| Bộ trưởng và Chủ nhiệm các Ủy ban                                       | Bộ trưởng                                                               | Bộ Công nghiệp cơ giới thứ nhất | Chu Tử Kiện → Nhiêu Bân                                                 |
| Bộ trưởng và Chủ nhiệm các Ủy ban                                       | Bộ trưởng                                                               | Bộ Nông nghiệp cơ giới Hợp nhất 2 Bộ thànhBộ Công nghiệp Cơ giới | Dương Lập Công                                                          |
| Bộ trưởng và Chủ nhiệm các Ủy ban                                       | Bộ trưởng                                                               | Bộ Công nghiệp cơ giới thứ hai→ Bộ Công nghiệp Nguyên tử | Lưu Vĩ → Trương Thầm                                                    |
| Bộ trưởng và Chủ nhiệm các Ủy ban                                       | Bộ trưởng                                                               | Bộ Công nghiệp cơ giới thứ ba→ Bộ Công nghiệp Hàng không | Lữ Đông → Mạc Văn Tường →Trương Quân                                    |
| Bộ trưởng và Chủ nhiệm các Ủy ban                                       | Bộ trưởng                                                               | Bộ Công nghiệp cơ giới thứ tư→ Bộ Công nghiệp Điện tử | Vương Tránh → Tiền Mẫn → Trương Đĩnh                                    |
| Bộ trưởng và Chủ nhiệm các Ủy ban                                       | Bộ trưởng                                                               | Bộ Công nghiệp cơ giới thứ năm→ Bộ Công nghiệp Binh khí | Trương Trân → Vu Nhất                                                   |
| Bộ trưởng và Chủ nhiệm các Ủy ban                                       | Bộ trưởng                                                               | Bộ Công nghiệp cơ giới thứ sáu | Sài Thụ Phiên → An Chí Văn                                              |
| Bộ trưởng và Chủ nhiệm các Ủy ban                                       | Bộ trưởng                                                               | Bộ Công nghiệp cơ giới thứ bảy | Tống Nhiệm Cùng → Trịnh Thiên Tường                                     |
| Bộ trưởng và Chủ nhiệm các Ủy ban                                       | Bộ trưởng                                                               | Bộ Công nghiệp than đá | Tiếu Hàn → Cao Dương Văn                                                |
| Bộ trưởng và Chủ nhiệm các Ủy ban                                       | Bộ trưởng                                                               | Bộ Công nghiệp Dầu mỏ hóa thạch | Tống Chấn Minh → Khang Thế Ân (kiêm)→ Đường Khắc                        |
| Bộ trưởng và Chủ nhiệm các Ủy ban                                       | Bộ trưởng                                                               | Bộ Công nghiệp Hóa học | Tôn Kính Văn → Tần Trọng Đạt                                            |
| Bộ trưởng và Chủ nhiệm các Ủy ban                                       | Bộ trưởng                                                               | Bộ Thủy điện phân làm 2 Bộ | Tiền Chính Anh                                                          |
| Bộ trưởng và Chủ nhiệm các Ủy ban                                       | Bộ trưởng                                                               | Bộ Công nghiệp Dệt may | Tiền Chi Quang → Hách Kiến Tú → Ngô Văn Anh                             |
| Bộ trưởng và Chủ nhiệm các Ủy ban                                       | Bộ trưởng                                                               | Bộ Công nghiệp nhẹ | Lương Linh Quang → Tống Quý Văn → Dương Ba                              |
| Bộ trưởng và Chủ nhiệm các Ủy ban                                       | Bộ trưởng                                                               | Bộ Đường sắt | Đoàn Quân Nghị → Quách Duy Thành → Trần Phác Như                        |
| Bộ trưởng và Chủ nhiệm các Ủy ban                                       | Bộ trưởng                                                               | Bộ Giao thông | Diệp Phi → Tăng Sinh → Bành Đức Thanh → Lý Thanh                        |
| Bộ trưởng và Chủ nhiệm các Ủy ban                                       | Bộ trưởng                                                               | Bộ Bưu điện | Chung Phu Tường → Vương Tử Cương → Văn Mẫn Sinh                         |
| Bộ trưởng và Chủ nhiệm các Ủy ban                                       | Bộ trưởng                                                               | Bộ Tài chính | Trương Kính Phu → Ngô Ba → Vương Bính Can                               |
| Bộ trưởng và Chủ nhiệm các Ủy ban                                       | Bộ trưởng                                                               | Bộ Văn hóa | Hoàng Trấn → Chu Mục Chi                                                |
| Bộ trưởng và Chủ nhiệm các Ủy ban                                       | Bộ trưởng                                                               | Bộ Lâm nghiệp | La Ngọc Xuyên → Ung Văn Đào → Dương Chung                               |
| Bộ trưởng và Chủ nhiệm các Ủy ban                                       | Bộ trưởng                                                               | Bộ Thương nghiệp | Diêu Y Lâm → Vương Lỗi → Lưu Nghị                                       |
| Bộ trưởng và Chủ nhiệm các Ủy ban                                       | Bộ trưởng                                                               | Bộ Giáo dục | Lưu Tây Nghiêu → Tương Nam Tường → Hà Đông Xương                        |
| Bộ trưởng và Chủ nhiệm các Ủy ban                                       | Bộ trưởng                                                               | Bộ Y tế | Giang Nhất Chân → Tiền Tín Trung → Thôi Nguyệt Lê                       |
| Bộ trưởng và Chủ nhiệm các Ủy ban                                       | Bộ trưởng                                                               | Bộ Công nghiệp Vật liệu Kiến trúc | Tống Dưỡng Sơ                                                           |
| Bộ trưởng và Chủ nhiệm các Ủy ban                                       | Bộ trưởng                                                               | Bộ Nông Khẩn | Cao Dương                                                               |
| Bộ trưởng và Chủ nhiệm các Ủy ban                                       | Bộ trưởng                                                               | Bộ Lương thực | Trần Quốc Đống → Triệu Tân Sơ                                           |
| Bộ trưởng và Chủ nhiệm các Ủy ban                                       | Bộ trưởng                                                               | Bộ Công nghiệp cơ giới thứ bảy | Tiêu Nhược Ngu                                                          |
| Bộ trưởng và Chủ nhiệm các Ủy ban                                       | Bộ trưởng                                                               | Bộ Tư pháp | Ngụy Văn Bá → Lưu Phục Chi                                              |
| Bộ trưởng và Chủ nhiệm các Ủy ban                                       | Bộ trưởng                                                               | Bộ Địa chất | Tôn Đại Quang                                                           |
| Bộ trưởng và Chủ nhiệm các Ủy ban                                       | Bộ trưởng                                                               | Bộ Bảo hộ Hoàn cảnh Kiến thiết Hương thành | Lý Tích Minh                                                            |
| Bộ trưởng và Chủ nhiệm các Ủy ban                                       | Bộ trưởng                                                               | Bộ Lao động Nhân sự | Triệu Thủ Nhất                                                          |
| Bộ trưởng và Chủ nhiệm các Ủy ban                                       | Bộ trưởng                                                               | Bộ Quảng bá Truyền hình | Ngô Lãnh Tây                                                            |
| Bộ trưởng và Chủ nhiệm các Ủy ban                                       | Chủ nhiệm                                                               | Ủy ban Kế hoạch Nhà nước | Dư Thu Lý → Diêu Y Lâm                                                  |
| Bộ trưởng và Chủ nhiệm các Ủy ban                                       | Chủ nhiệm                                                               | Ủy ban Kinh tế Nhà nước | Khang Thế Ân → Vương Bảo Hoa → Trương Kính Phu (kiêm)                   |
| Bộ trưởng và Chủ nhiệm các Ủy ban                                       | Chủ nhiệm                                                               | Ủy ban Xây dựng Cơ bản Nhà nước | Cốc Mục (kiêm) → Hàn Quang                                              |
| Bộ trưởng và Chủ nhiệm các Ủy ban                                       | Chủ nhiệm                                                               | Ủy ban Khoa học Kỹ thuật Nhà nước | Phương Nghị                                                             |
| Bộ trưởng và Chủ nhiệm các Ủy ban                                       | Chủ nhiệm                                                               | Ủy ban Công tác Dân tộc Nhà nước | Dương Tĩnh Nhân                                                         |
| Bộ trưởng và Chủ nhiệm các Ủy ban                                       | Chủ nhiệm                                                               | Tổng Hợp tác xã Cung cấp tiêu dùng Toàn quốc | Trần Quốc Đồng → Ngưu Ấm Quang                                          |
| Bộ trưởng và Chủ nhiệm các Ủy ban                                       | Chủ nhiệm                                                               | Ủy ban Thể dục Thể thao | Vương Mãnh → Lý Mộng Hoa                                                |
| Bộ trưởng và Chủ nhiệm các Ủy ban                                       | Chủ nhiệm                                                               | Ủy ban Nông nghiệp Nhà nước | Vương Nhâm Trọng (kiêm) → Vạn Lý (kiêm)                                 |
| Bộ trưởng và Chủ nhiệm các Ủy ban                                       | Chủ nhiệm                                                               | Ủy ban Tài chính Kinh tế | Trần Vân (kiêm)                                                         |
| Bộ trưởng và Chủ nhiệm các Ủy ban                                       | Chủ nhiệm                                                               | Ủy ban Quản lý Đầu tư nước ngoài | Cốc Mục (kiêm)                                                          |
| Bộ trưởng và Chủ nhiệm các Ủy ban                                       | Chủ nhiệm                                                               | Ủy ban Quản lý Xuất nhập khẩu | Cốc Mục (kiêm)                                                          |
| Bộ trưởng và Chủ nhiệm các Ủy ban                                       | Chủ nhiệm                                                               | Ủy ban Công nghiệp Cơ giới | Bạc Nhất Ba (kiêm)                                                      |
| Bộ trưởng và Chủ nhiệm các Ủy ban                                       | Chủ nhiệm                                                               | Ủy ban Năng lượng nguyên tử Nhà nước | Dư Thu Lý (kiêm)                                                        |
| Bộ trưởng và Chủ nhiệm các Ủy ban                                       | Chủ nhiệm                                                               | Ủy ban Liên lạc Văn hóa Đối ngoại | Hoàng Trấn                                                              |
| Bộ trưởng và Chủ nhiệm các Ủy ban                                       | Chủ nhiệm                                                               | Ủy ban Kế hoạch hóa gia đình Nhà nước | Trần Mộ Hoa (kiêm) → Tiền Tín Trung                                     |
| Bộ trưởng và Chủ nhiệm các Ủy ban                                       | Chủ nhiệm                                                               | Ủy ban Công nghiệp Khoa học Kỹ thuật Quốc phòng | Trần Bân                                                                |
| Bộ trưởng và Chủ nhiệm các Ủy ban                                       | Thống Đốc                                                               | Ngân hàng Nhân dân Trung ương | Lý Bảo Hoa → Lữ Bối Kiệm                                                |

### Khóa VI (1983-1988)
| Quốc vụ viện Đại hội Đại biểu Nhân dân Toàn quốc khóa VI (1983-1988) | Quốc vụ viện Đại hội Đại biểu Nhân dân Toàn quốc khóa VI (1983-1988) | Quốc vụ viện Đại hội Đại biểu Nhân dân Toàn quốc khóa VI (1983-1988) | Quốc vụ viện Đại hội Đại biểu Nhân dân Toàn quốc khóa VI (1983-1988) |
| Thành phần                                                           | Chức vụ                                                              | Tên | Ghi chú khác                                                         |
| -------------------------------------------------------------------- | -------------------------------------------------------------------- | --- | -------------------------------------------------------------------- |
| Thường vụ Quốc vụ viện                                               | Thủ tướng                                                            | Triệu Tử Dương (Bí thư Đảng bộ) → Lý Bằng (quyền) |                                                                      |
| Thường vụ Quốc vụ viện                                               | Phó Thủ tướng                                                        | Vạn Lý Diêu Y Lâm Lý Bằng Điền Kỷ Vân Kiều Thạch |                                                                      |
| Thường vụ Quốc vụ viện                                               | Ủy viên Quốc vụ                                                      | Phương Nghị (Chủ nhiệm Ủy ban Khoa học Kỹ thuật Nhà nước,sau không kiêm nhiệm) Cốc Mục Khang Thế Ân Trần Mộ Hoa (nữ) Cơ Bằng Phi（kiêm nhiệm Chủ nhiệm Văn phòng Hồng Kông Macao Quốc vụ viện） Trương Kính Phu (Chủ nhiệm Ủy ban Kinh tế Nhà nước,sau không kiêm nhiệm) Trương Ái Bình (Bộ trưởng Bộ Quốc phòng) Ngô Học Khiêm (Bộ trưởng Bộ Ngoại giao) Vương Bính Can (Bộ trưởng Bộ Tài chính) Tống Bình (Chủ nhiệm Ủy ban Kế hoạch Nhà nước，sau không kiêm nhiệm) Tống Kiện (Chủ nhiệm Ủy ban Khoa học Kỹ thuật Nhà nước) |                                                                      |
| Thường vụ Quốc vụ viện                                               | Tổng Thư ký                                                          | Điền Kỷ Vân (kiêm) → Trần Tuấn Sinh |                                                                      |
| Thành phần                                                           | Chức vụ                                                              | Trực thuộc | Tên                                                                  |
| Bộ trưởng và Chủ nhiệm các Ủy ban                                    | Bộ trưởng                                                            | Bộ Ngoại giao | Ngô Học Khiêm (kiêm)                                                 |
| Bộ trưởng và Chủ nhiệm các Ủy ban                                    | Bộ trưởng                                                            | Bộ Quốc phòng | Trương Ái Bình (kiêm)                                                |
| Bộ trưởng và Chủ nhiệm các Ủy ban                                    | Bộ trưởng                                                            | Bộ Công an | Lưu Phục Chi → Nguyễn Sùng Võ → Vương Phương                         |
| Bộ trưởng và Chủ nhiệm các Ủy ban                                    | Bộ trưởng                                                            | Bộ An toàn Quốc gia | Lăng Vân → Cổ Xuân Vượng                                             |
| Bộ trưởng và Chủ nhiệm các Ủy ban                                    | Bộ trưởng                                                            | Bộ Dân Chính | Thôi Nãi Phu                                                         |
| Bộ trưởng và Chủ nhiệm các Ủy ban                                    | Bộ trưởng                                                            | Bộ Tư pháp | Trâu Du                                                              |
| Bộ trưởng và Chủ nhiệm các Ủy ban                                    | Bộ trưởng                                                            | Bộ Tài chính | Vương Bính Can (kiêm)                                                |
| Bộ trưởng và Chủ nhiệm các Ủy ban                                    | Bộ trưởng                                                            | Bộ Thương nghiệp | Lưu Nghị                                                             |
| Bộ trưởng và Chủ nhiệm các Ủy ban                                    | Bộ trưởng                                                            | Bộ Mậu dịch Kinh tế Đối ngoại | Trần Mộ Hoa (kiêm) → Trịnh Thác Bân                                  |
| Bộ trưởng và Chủ nhiệm các Ủy ban                                    | Bộ trưởng                                                            | Bộ Nông Mục Ngư nghiệp | Hà Khang                                                             |
| Bộ trưởng và Chủ nhiệm các Ủy ban                                    | Bộ trưởng                                                            | Bộ Lâm nghiệp | Dương Chung → Cao Đức Chiêm                                          |
| Bộ trưởng và Chủ nhiệm các Ủy ban                                    | Bộ trưởng                                                            | Bộ Thủy lợi Điện lực | Tiền Chính Anh                                                       |
| Bộ trưởng và Chủ nhiệm các Ủy ban                                    | Bộ trưởng                                                            | Bộ Bảo hộ Hoàn cảnh Kiến thiết Hương thành | Lý Tích Minh → Nhuế Hạnh Văn → Diệp Như Đường                        |
| Bộ trưởng và Chủ nhiệm các Ủy ban                                    | Bộ trưởng                                                            | Bộ Địa chất Khoáng sản | Tôn Đại Quang → Chu Huấn                                             |
| Bộ trưởng và Chủ nhiệm các Ủy ban                                    | Bộ trưởng                                                            | Bộ Công nghiệp rèn khí | Lý Đông Dã → Thích Nguyên Tĩnh                                       |
| Bộ trưởng và Chủ nhiệm các Ủy ban                                    | Bộ trưởng                                                            | Bộ Công nghiệp Cơ giới | Chu Kiến Nam                                                         |
| Bộ trưởng và Chủ nhiệm các Ủy ban                                    | Bộ trưởng                                                            | Bộ Công nghiệp Nguyên tử | Tương Tâm Hùng                                                       |
| Bộ trưởng và Chủ nhiệm các Ủy ban                                    | Bộ trưởng                                                            | Bộ Công nghiệp Hàng không | Mạc Văn Tường                                                        |
| Bộ trưởng và Chủ nhiệm các Ủy ban                                    | Bộ trưởng                                                            | Bộ Công nghiệp Điện tử | Giang Trạch Dân → Lý Thiết Ánh                                       |
| Bộ trưởng và Chủ nhiệm các Ủy ban                                    | Bộ trưởng                                                            | Bộ Công nghiệp Binh khí | Vu Nhất → Trâu Gia Hoa                                               |
| Bộ trưởng và Chủ nhiệm các Ủy ban                                    | Bộ trưởng                                                            | Bộ Công nghiệp Hàng Thiên | Trương Quân → Lý Tự Ngạc                                             |
| Bộ trưởng và Chủ nhiệm các Ủy ban                                    | Bộ trưởng                                                            | Bộ Công nghiệp than đá | Cao Dương Văn → Vu Hồng Ân                                           |
| Bộ trưởng và Chủ nhiệm các Ủy ban                                    | Bộ trưởng                                                            | Bộ Công nghiệp Dầu mỏ hóa thạch | Đường Khắc → Vương Đào                                               |
| Bộ trưởng và Chủ nhiệm các Ủy ban                                    | Bộ trưởng                                                            | Bộ Công nghiệp Hóa học | Tần Trọng Đạt                                                        |
| Bộ trưởng và Chủ nhiệm các Ủy ban                                    | Bộ trưởng                                                            | Bộ Công nghiệp Dệt may | Ngô Văn Anh                                                          |
| Bộ trưởng và Chủ nhiệm các Ủy ban                                    | Bộ trưởng                                                            | Bộ Công nghiệp nhẹ | Dương Ba → Tằng Hiếu Lâm                                             |
| Bộ trưởng và Chủ nhiệm các Ủy ban                                    | Bộ trưởng                                                            | Bộ Đường sắt | Trần Phác Như → Đinh Quan Căn                                        |
| Bộ trưởng và Chủ nhiệm các Ủy ban                                    | Bộ trưởng                                                            | Bộ Giao thông | Lý Thanh → Tiền Vĩnh Xương                                           |
| Bộ trưởng và Chủ nhiệm các Ủy ban                                    | Bộ trưởng                                                            | Bộ Bưu điện | Văn Mẫn Sinh → Dương Thái Phương                                     |
| Bộ trưởng và Chủ nhiệm các Ủy ban                                    | Bộ trưởng                                                            | Bộ Lao động Nhân sự | Triệu Thủ Nhất → Triệu Đông Uyển                                     |
| Bộ trưởng và Chủ nhiệm các Ủy ban                                    | Bộ trưởng                                                            | Bộ Văn hóa | Chu Mục Chi → Vương Mông                                             |
| Bộ trưởng và Chủ nhiệm các Ủy ban                                    | Bộ trưởng                                                            | Bộ Quảng bá Truyền hình | Ngô Lãnh Tây → Nghệ Tri Sinh                                         |
| Bộ trưởng và Chủ nhiệm các Ủy ban                                    | Bộ trưởng                                                            | Bộ Giáo dục | Hà Đông Xương → Lý Bằng (kiêm)                                       |
| Bộ trưởng và Chủ nhiệm các Ủy ban                                    | Bộ trưởng                                                            | Bộ Y tế | Thôi Nguyệt Lê → Trần Mẫn Chương                                     |
| Bộ trưởng và Chủ nhiệm các Ủy ban                                    | Bộ trưởng                                                            | Bộ Giám sát | Úy Kiện Hành                                                         |
| Bộ trưởng và Chủ nhiệm các Ủy ban                                    | Chủ nhiệm                                                            | Ủy ban Kế hoạch Nhà nước | Tống Bình (kiêm) → Diêu Y Lâm (kiêm)                                 |
| Bộ trưởng và Chủ nhiệm các Ủy ban                                    | Chủ nhiệm                                                            | Ủy ban Kinh tế Nhà nước | Trương Kính Phu (kiêm) → Lữ Đông                                     |
| Bộ trưởng và Chủ nhiệm các Ủy ban                                    | Chủ nhiệm                                                            | Ủy ban Cải cách Thể chế Kinh tế Nhà nước | Triệu Tử Dương (kiêm) → Lý Thiết Ánh                                 |
| Bộ trưởng và Chủ nhiệm các Ủy ban                                    | Chủ nhiệm                                                            | Ủy ban Khoa học Kỹ thuật Nhà nước | Phương Nghị (kiêm) → Tống Kiện                                       |
| Bộ trưởng và Chủ nhiệm các Ủy ban                                    | Chủ nhiệm                                                            | Ủy ban Công nghiệp Khoa học Kỹ thuật Quốc phòng | Trần Bân → Đinh Hoành Cao                                            |
| Bộ trưởng và Chủ nhiệm các Ủy ban                                    | Chủ nhiệm                                                            | Ủy ban Công tác Dân tộc Nhà nước | Dương Tĩnh Nhân → Ismail Amat                                        |
| Bộ trưởng và Chủ nhiệm các Ủy ban                                    | Chủ nhiệm                                                            | Ủy ban Vận động Thể dục Nhà nước | Lý Mộng Hoa                                                          |
| Bộ trưởng và Chủ nhiệm các Ủy ban                                    | Chủ nhiệm                                                            | Ủy ban Kế hoạch hóa gia đình Nhà nước | Tiền Tín Trung → Vương Vĩ → Bành Bội Vân                             |
| Bộ trưởng và Chủ nhiệm các Ủy ban                                    | Thống Đốc                                                            | Ngân hàng Nhân dân Trung ương | Lữ Bối Kiệm → Trần Mộ Hoa (kiêm)                                     |
| Bộ trưởng và Chủ nhiệm các Ủy ban                                    | Trưởng Tổ chức                                                       | Tân Hoa Thông Tấn xã | Mục Thanh                                                            |
| Bộ trưởng và Chủ nhiệm các Ủy ban                                    | Tổng Kiểm toán trưởng                                                | Tổng Kiểm toán | Vu Minh Đào → Lữ Bối Kiệm                                            |
| Bộ trưởng và Chủ nhiệm các Ủy ban                                    | Viện trưởng                                                          | Viện Khoa học Trung Quốc | Lô Gia Tích → Chu Quang Triêu                                        |

### Khóa VII (1988-1993)
| Quốc vụ viện Đại hội Đại biểu Nhân dân Toàn quốc khóa VII (1988-1993) | Quốc vụ viện Đại hội Đại biểu Nhân dân Toàn quốc khóa VII (1988-1993) | Quốc vụ viện Đại hội Đại biểu Nhân dân Toàn quốc khóa VII (1988-1993) | Quốc vụ viện Đại hội Đại biểu Nhân dân Toàn quốc khóa VII (1988-1993) |
| Thành phần                                                            | Chức vụ                                                               | Tên | Ghi chú khác                                                          |
| --------------------------------------------------------------------- | --------------------------------------------------------------------- | --- | --------------------------------------------------------------------- |
| Thường vụ Quốc vụ viện                                                | Thủ tướng                                                             | Lý Bằng (Bí thư Đảng bộ) |                                                                       |
| Thường vụ Quốc vụ viện                                                | Phó Thủ tướng                                                         | Diêu Y Lâm (Phó Bí thư Đảng bộ) Điền Kỷ Vân Ngô Học Khiêm Trâu Gia Hoa Chu Dung Cơ |                                                                       |
| Thường vụ Quốc vụ viện                                                | Ủy viên Quốc vụ                                                       | Lý Thiết Ánh (Chủ nhiệm Ủy ban Giáo dục Nhà nước) Tần Cơ Vĩ (Bộ trưởng Bộ Quốc phòng) Vương Bính Can (Bộ trưởng Bộ Tài chính,sau không kiêm nhiệm) Tống Kiện (Chủ nhiệm Ủy ban Khoa học Kỹ thuật Nhà nước) Vương Phương (Bộ trưởng Bộ Công an,sau không kiêm nhiệm) Trâu Gia Hoa (Trước sau Bộ trưởng Bộ Công nghệ Điện tử Cơ khí, Chủ nhiệm Ủy ban Kế hoạch Nhà nước) Lý Quý Tiên (Thống đốc Ngân hàng Nhân dân Trung Quốc) Trần Hy Đống (Thị trưởng Thành phố Bắc Kinh) Trần Tuấn Sinh (Tổng Thư ký Quốc vụ viện) Tiền Kỳ Sâm (Bộ trưởng Bộ Ngoại giao) |                                                                       |
| Thường vụ Quốc vụ viện                                                | Tổng Thư ký                                                           | Trần Tuấn Sinh → La Cán |                                                                       |
| Thành phần                                                            | Chức vụ                                                               | Trực thuộc | Tên                                                                   |
| Bộ trưởng và Chủ nhiệm các Ủy ban                                     | Bộ trưởng                                                             | Bộ Ngoại giao | Tiền Kỳ Sâm                                                           |
| Bộ trưởng và Chủ nhiệm các Ủy ban                                     | Bộ trưởng                                                             | Bộ Quốc phòng | Tần Cơ Vĩ (kiêm)                                                      |
| Bộ trưởng và Chủ nhiệm các Ủy ban                                     | Bộ trưởng                                                             | Bộ Công an | Vương Phương (kiêm) → Đào Tứ Câu                                      |
| Bộ trưởng và Chủ nhiệm các Ủy ban                                     | Bộ trưởng                                                             | Bộ An toàn Quốc gia | Cổ Xuân Vượng                                                         |
| Bộ trưởng và Chủ nhiệm các Ủy ban                                     | Bộ trưởng                                                             | Bộ Giám sát | Úy Kiện Hành                                                          |
| Bộ trưởng và Chủ nhiệm các Ủy ban                                     | Bộ trưởng                                                             | Bộ Dân Chính | Thôi Nãi Phu                                                          |
| Bộ trưởng và Chủ nhiệm các Ủy ban                                     | Bộ trưởng                                                             | Bộ Tư pháp | Thái Thành                                                            |
| Bộ trưởng và Chủ nhiệm các Ủy ban                                     | Bộ trưởng                                                             | Bộ Tài chính | Vương Bính Can (kiêm) → Lưu Trọng Lê                                  |
| Bộ trưởng và Chủ nhiệm các Ủy ban                                     | Bộ trưởng                                                             | Bộ Nhân sự | Triệu Đông Uyển                                                       |
| Bộ trưởng và Chủ nhiệm các Ủy ban                                     | Bộ trưởng                                                             | Bộ Lao động | La Cán → Nguyễn Sùng Võ                                               |
| Bộ trưởng và Chủ nhiệm các Ủy ban                                     | Bộ trưởng                                                             | Bộ Địa chất Khoáng sản | Chu Huấn                                                              |
| Bộ trưởng và Chủ nhiệm các Ủy ban                                     | Bộ trưởng                                                             | Bộ Kiến thiết | Lâm Hán Hùng → Hầu Tiệp                                               |
| Bộ trưởng và Chủ nhiệm các Ủy ban                                     | Bộ trưởng                                                             | Bộ Công nghiệp Nguyên tử | Hoàng Nghị Thành                                                      |
| Bộ trưởng và Chủ nhiệm các Ủy ban                                     | Bộ trưởng                                                             | Bộ Đường sắt | Lý Sâm Mậu → Hàn Trữ Tân                                              |
| Bộ trưởng và Chủ nhiệm các Ủy ban                                     | Bộ trưởng                                                             | Bộ Giao thông | Tiền Vĩnh Xương → Hoàng Trấn Đông                                     |
| Bộ trưởng và Chủ nhiệm các Ủy ban                                     | Bộ trưởng                                                             | Bộ Công nghiệp Điện tử | Trâu Gia Hoa (kiêm) → Hà Quang Viễn                                   |
| Bộ trưởng và Chủ nhiệm các Ủy ban                                     | Bộ trưởng                                                             | Bộ Công nghiệp Hàng không Hàng Thiên | Lâm Tông Đường                                                        |
| Bộ trưởng và Chủ nhiệm các Ủy ban                                     | Bộ trưởng                                                             | Bộ Công nghiệp rèn khí | Thích Nguyên Tĩnh                                                     |
| Bộ trưởng và Chủ nhiệm các Ủy ban                                     | Bộ trưởng                                                             | Bộ Công nghiệp Hóa học | Tần Trọng Đạt → Cố Tú Liên (nữ)                                       |
| Bộ trưởng và Chủ nhiệm các Ủy ban                                     | Bộ trưởng                                                             | Bộ Công nghiệp nhẹ | Tằng Hiếu Lâm                                                         |
| Bộ trưởng và Chủ nhiệm các Ủy ban                                     | Bộ trưởng                                                             | Bộ Công nghiệp Dệt may | Ngô Văn Anh (nữ)                                                      |
| Bộ trưởng và Chủ nhiệm các Ủy ban                                     | Bộ trưởng                                                             | Bộ Bưu điện | Dương Thái Phương                                                     |
| Bộ trưởng và Chủ nhiệm các Ủy ban                                     | Bộ trưởng                                                             | Bộ Thủy lợi | Dương Chấn Hoài                                                       |
| Bộ trưởng và Chủ nhiệm các Ủy ban                                     | Bộ trưởng                                                             | Bộ Nông nghiệp | Hà Khang → Lưu Trung Nhất                                             |
| Bộ trưởng và Chủ nhiệm các Ủy ban                                     | Bộ trưởng                                                             | Bộ Lâm nghiệp | Cao Đức Chiêm                                                         |
| Bộ trưởng và Chủ nhiệm các Ủy ban                                     | Bộ trưởng                                                             | Bộ Thương nghiệp | Hồ Bình                                                               |
| Bộ trưởng và Chủ nhiệm các Ủy ban                                     | Bộ trưởng                                                             | Bộ Mậu dịch Kinh tế Đối ngoại | Trịnh Thác Bân → Lý Lam Thanh                                         |
| Bộ trưởng và Chủ nhiệm các Ủy ban                                     | Bộ trưởng                                                             | Bộ Vật tư | Liễu Tùy Niên                                                         |
| Bộ trưởng và Chủ nhiệm các Ủy ban                                     | Bộ trưởng                                                             | Bộ Văn hóa | Vương Mông → Hạ Kính Chi (quyền) → Lưu Trung Đức (quyền)              |
| Bộ trưởng và Chủ nhiệm các Ủy ban                                     | Bộ trưởng                                                             | Bộ Quảng bá Truyền hình | Nghệ Tri Sinh                                                         |
| Bộ trưởng và Chủ nhiệm các Ủy ban                                     | Bộ trưởng                                                             | Bộ Y tế | Trần Mẫn Chương                                                       |
| Bộ trưởng và Chủ nhiệm các Ủy ban                                     | Chủ nhiệm                                                             | Ủy ban Kế hoạch Nhà nước | Diêu Y Lâm → Trâu Gia Hoa (kiêm)                                      |
| Bộ trưởng và Chủ nhiệm các Ủy ban                                     | Chủ nhiệm                                                             | Ủy ban Cải cách Thể chế Kinh tế Nhà nước | Lý Bằng (kiêm) → Trần Cẩm Hoa                                         |
| Bộ trưởng và Chủ nhiệm các Ủy ban                                     | Chủ nhiệm                                                             | Ủy ban Giáo dục Nhà nước | Lý Thiết Ánh                                                          |
| Bộ trưởng và Chủ nhiệm các Ủy ban                                     | Chủ nhiệm                                                             | Ủy ban Khoa học Kỹ thuật Nhà nước | Tống Kiện (kiêm)                                                      |
| Bộ trưởng và Chủ nhiệm các Ủy ban                                     | Chủ nhiệm                                                             | Ủy ban Công nghiệp Khoa học Kỹ thuật Quốc phòng | Đinh Hoành Cao                                                        |
| Bộ trưởng và Chủ nhiệm các Ủy ban                                     | Chủ nhiệm                                                             | Ủy ban Công tác Dân tộc Nhà nước | Ismail Amat                                                           |
| Bộ trưởng và Chủ nhiệm các Ủy ban                                     | Chủ nhiệm                                                             | Ủy ban Vận động Thể dục Nhà nước | Lý Mộng Hoa → Ngũ Thiệu Tổ                                            |
| Bộ trưởng và Chủ nhiệm các Ủy ban                                     | Chủ nhiệm                                                             | Ủy ban Kế hoạch hóa gia đình Nhà nước | Bành Bội Vân (nữ)                                                     |
| Bộ trưởng và Chủ nhiệm các Ủy ban                                     | Thống Đốc                                                             | Ngân hàng Nhân dân Trung ương | Lý Quý Tiên (kiêm)                                                    |
| Bộ trưởng và Chủ nhiệm các Ủy ban                                     | Tổng Kiểm toán trưởng                                                 | Tổng Kiểm toán | Lữ Bối Kiệm                                                           |

### Khóa VIII (1993-1998)
| Quốc vụ viện Đại hội Đại biểu Nhân dân Toàn quốc khóa VIII (1993-1998) | Quốc vụ viện Đại hội Đại biểu Nhân dân Toàn quốc khóa VIII (1993-1998) | Quốc vụ viện Đại hội Đại biểu Nhân dân Toàn quốc khóa VIII (1993-1998)                               | Quốc vụ viện Đại hội Đại biểu Nhân dân Toàn quốc khóa VIII (1993-1998) |
| Thành phần                                                             | Chức vụ                                                                | Tên                                                                                                  | Ghi chú khác                                                           |
| ---------------------------------------------------------------------- | ---------------------------------------------------------------------- | --- | ---------------------------------------------------------------------- |
| Thường vụ Quốc vụ viện                                                 | Thủ tướng                                                              | Lý Bằng (Bí thư Đảng bộ)                                                                             |                                                                        |
| Thường vụ Quốc vụ viện                                                 | Phó Thủ tướng                                                          | Chu Dung Cơ (Phó Bí thư Đảng bộ) Trâu Gia Hoa Tiền Kỳ Sâm Lý Lam Thanh Ngô Bang Quốc Khương Xuân Vân |                                                                        |
| Thường vụ Quốc vụ viện                                                 | Ủy viên Quốc vụ                                                        | Lý Thiết Ánh Trì Hạo Điền Tống Kiện Lý Quý Tiên Trần Tuấn Sinh Ismail Amat Bành Bội Vân (nữ) La Cán  |                                                                        |
| Thường vụ Quốc vụ viện                                                 | Tổng Thư ký                                                            | La Cán (Bí thư Đảng bộ cơ quan)                                                                      |                                                                        |
| Thành phần                                                             | Chức vụ                                                                | Trực thuộc                                                                                           | Tên                                                                    |
| Bộ trưởng và Chủ nhiệm các Ủy ban                                      | Bộ trưởng                                                              | Bộ Ngoại giao                                                                                        | Tiền Kỳ Sâm (kiêm)                                                     |
| Bộ trưởng và Chủ nhiệm các Ủy ban                                      | Bộ trưởng                                                              | Bộ Quốc phòng                                                                                        | Trí Hạo Điền (kiêm)                                                    |
| Bộ trưởng và Chủ nhiệm các Ủy ban                                      | Bộ trưởng                                                              | Bộ Công an                                                                                           | Đào Tứ Câu                                                             |
| Bộ trưởng và Chủ nhiệm các Ủy ban                                      | Bộ trưởng                                                              | Bộ An ninh Quốc gia                                                                                  | Giả Xuân Vượng                                                         |
| Bộ trưởng và Chủ nhiệm các Ủy ban                                      | Bộ trưởng                                                              | Bộ Giám sát                                                                                          | Tào Khánh Trạch                                                        |
| Bộ trưởng và Chủ nhiệm các Ủy ban                                      | Bộ trưởng                                                              | Bộ Dân Chính                                                                                         | Doje Cering (người Tạng)                                               |
| Bộ trưởng và Chủ nhiệm các Ủy ban                                      | Bộ trưởng                                                              | Bộ Tư pháp                                                                                           | Tiếu Dương                                                             |
| Bộ trưởng và Chủ nhiệm các Ủy ban                                      | Bộ trưởng                                                              | Bộ Tài chính                                                                                         | Lưu Trọng Lê                                                           |
| Bộ trưởng và Chủ nhiệm các Ủy ban                                      | Bộ trưởng                                                              | Bộ Nhân sự                                                                                           | Tống Đức Phúc                                                          |
| Bộ trưởng và Chủ nhiệm các Ủy ban                                      | Bộ trưởng                                                              | Bộ Lao động                                                                                          | Lý Bá Dũng                                                             |
| Bộ trưởng và Chủ nhiệm các Ủy ban                                      | Bộ trưởng                                                              | Bộ Địa chất Khoáng sản                                                                               | Chu Huấn → Tống Thụy Tường                                             |
| Bộ trưởng và Chủ nhiệm các Ủy ban                                      | Bộ trưởng                                                              | Bộ Kiến thiết                                                                                        | Hầu Tiệp                                                               |
| Bộ trưởng và Chủ nhiệm các Ủy ban                                      | Bộ trưởng                                                              | Bộ Công nghiệp Điện lực                                                                              | Sử Đại Trinh                                                           |
| Bộ trưởng và Chủ nhiệm các Ủy ban                                      | Bộ trưởng                                                              | Bộ Công nghiệp Than đá                                                                               | Vương Sâm Hạo                                                          |
| Bộ trưởng và Chủ nhiệm các Ủy ban                                      | Bộ trưởng                                                              | Bộ Công nghiệp Cơ giới                                                                               | Hà Quang Viễn → Bao Tự Định                                            |
| Bộ trưởng và Chủ nhiệm các Ủy ban                                      | Bộ trưởng                                                              | Bộ Công nghiệp Điện tử                                                                               | Hồ Khải Lập                                                            |
| Bộ trưởng và Chủ nhiệm các Ủy ban                                      | Bộ trưởng                                                              | Bộ Công nghiệp rèn khí                                                                               | Lưu Kỳ                                                                 |
| Bộ trưởng và Chủ nhiệm các Ủy ban                                      | Bộ trưởng                                                              | Bộ Công nghiệp Hóa học                                                                               | Cố Tú Liên (nữ)                                                        |
| Bộ trưởng và Chủ nhiệm các Ủy ban                                      | Bộ trưởng                                                              | Bộ Đường sắt                                                                                         | Hàn Trữ Tân                                                            |
| Bộ trưởng và Chủ nhiệm các Ủy ban                                      | Bộ trưởng                                                              | Bộ Giao thông                                                                                        | Hoàng Trấn Đông                                                        |
| Bộ trưởng và Chủ nhiệm các Ủy ban                                      | Bộ trưởng                                                              | Bộ Bưu điện                                                                                          | Ngô Cơ Truyện                                                          |
| Bộ trưởng và Chủ nhiệm các Ủy ban                                      | Bộ trưởng                                                              | Bộ Thủy lợi                                                                                          | Nữu Mậu Sinh (người Mãn)                                               |
| Bộ trưởng và Chủ nhiệm các Ủy ban                                      | Bộ trưởng                                                              | Bộ Nông nghiệp                                                                                       | Lưu Giang                                                              |
| Bộ trưởng và Chủ nhiệm các Ủy ban                                      | Bộ trưởng                                                              | Bộ Lâm nghiệp                                                                                        | Từ Hữu Phương → Trần Diệu Bang                                         |
| Bộ trưởng và Chủ nhiệm các Ủy ban                                      | Bộ trưởng                                                              | Bộ Mậu dịch Quốc nội                                                                                 | Trương Hạo Nhược → Trần Bang Trụ                                       |
| Bộ trưởng và Chủ nhiệm các Ủy ban                                      | Bộ trưởng                                                              | Bộ Hợp tác Kinh tế Mậu dịch Đối ngoại                                                                | Ngô Nghi (nữ)                                                          |
| Bộ trưởng và Chủ nhiệm các Ủy ban                                      | Bộ trưởng                                                              | Bộ Văn hóa                                                                                           | Lưu Trung Đức                                                          |
| Bộ trưởng và Chủ nhiệm các Ủy ban                                      | Bộ trưởng                                                              | Bộ Quảng bá Điện ảnh Truyền hình                                                                     | Nghệ Tri Sinh → Tôn Gia Chính                                          |
| Bộ trưởng và Chủ nhiệm các Ủy ban                                      | Bộ trưởng                                                              | Bộ Y tế                                                                                              | Trần Mẫn Chương                                                        |
| Bộ trưởng và Chủ nhiệm các Ủy ban                                      | Chủ nhiệm                                                              | Ủy ban Kế hoạch Nhà nước                                                                             | Trần Cẩm Hoa                                                           |
| Bộ trưởng và Chủ nhiệm các Ủy ban                                      | Chủ nhiệm                                                              | Ủy ban Mậu dịch Kinh tế Nhà nước                                                                     | Vương Trung Vũ                                                         |
| Bộ trưởng và Chủ nhiệm các Ủy ban                                      | Chủ nhiệm                                                              | Ủy ban Cải cách Thể chế Kinh tế Nhà nước                                                             | Lý Thiết Ánh (kiêm)                                                    |
| Bộ trưởng và Chủ nhiệm các Ủy ban                                      | Chủ nhiệm                                                              | Ủy ban Giáo dục Nhà nước                                                                             | Chu Khai Hiên                                                          |
| Bộ trưởng và Chủ nhiệm các Ủy ban                                      | Chủ nhiệm                                                              | Ủy ban Khoa học Kỹ thuật Nhà nước                                                                    | Tống Kiện (kiêm)                                                       |
| Bộ trưởng và Chủ nhiệm các Ủy ban                                      | Chủ nhiệm                                                              | Ủy ban Công nghiệp Khoa học Kỹ thuật Quốc phòng                                                      | Đinh Hoành Cao → Tào Cương Xuyên                                       |
| Bộ trưởng và Chủ nhiệm các Ủy ban                                      | Chủ nhiệm                                                              | Ủy ban Công tác Dân tộc Nhà nước                                                                     | Ismail Amat (người Duy Ngô Nhĩ,kiêm)                                   |
| Bộ trưởng và Chủ nhiệm các Ủy ban                                      | Chủ nhiệm                                                              | Ủy ban Thể dục Thể thao Nhà nước                                                                     | Ngũ Thiệu Tổ                                                           |
| Bộ trưởng và Chủ nhiệm các Ủy ban                                      | Chủ nhiệm                                                              | Ủy ban Kế hoạch hóa gia đình Nhà nước                                                                | Bành Bội Vân (nữ,kiêm)                                                 |
| Bộ trưởng và Chủ nhiệm các Ủy ban                                      | Thống Đốc                                                              | Ngân hàng Nhân dân Trung ương                                                                        | Lý Quý Tiên (kiêm) → Chu Dung Cơ (kiêm) → Đái Tương Long               |
| Bộ trưởng và Chủ nhiệm các Ủy ban                                      | Tổng Kiểm toán trưởng                                                  | Tổng Kiểm toán                                                                                       | Lữ Bối Kiệm → Quách Chấn Can                                           |

### Khóa IX (1998-2003)
| Quốc vụ viện Đại hội Đại biểu Nhân dân Toàn quốc khóa IX (1998-2003) | Quốc vụ viện Đại hội Đại biểu Nhân dân Toàn quốc khóa IX (1998-2003) | Quốc vụ viện Đại hội Đại biểu Nhân dân Toàn quốc khóa IX (1998-2003)   | Quốc vụ viện Đại hội Đại biểu Nhân dân Toàn quốc khóa IX (1998-2003) |
| Thành phần                                                           | Chức vụ                                                              | Tên                                                                    | Ghi chú khác                                                         |
| -------------------------------------------------------------------- | -------------------------------------------------------------------- | ---------------------------------------------------------------------- | -------------------------------------------------------------------- |
| Thường vụ Quốc vụ viện                                               | Thủ tướng                                                            | Chu Dung Cơ (Bí thư Đảng bộ)                                           |                                                                      |
| Thường vụ Quốc vụ viện                                               | Phó Thủ tướng                                                        | Lý Lam Thanh (Phó Bí thư Đảng bộ) Tiền Kỳ Sâm Ngô Bang Quốc Ôn Gia Bảo |                                                                      |
| Thường vụ Quốc vụ viện                                               | Ủy viên Quốc vụ                                                      | Trì Hạo Điền La Cán Ngô Nghi (nữ) Ismail Amat Vương Trung Vũ           |                                                                      |
| Thường vụ Quốc vụ viện                                               | Tổng Thư ký                                                          | Vương Trung Vũ (Bí thư Đảng bộ cơ quan, kiêm)                          |                                                                      |
| Thành phần                                                           | Chức vụ                                                              | Trực thuộc                                                             | Tên                                                                  |
| Bộ trưởng và Chủ nhiệm các Ủy ban                                    | Bộ trưởng                                                            | Bộ Ngoại giao                                                          | Đường Gia Triền                                                      |
| Bộ trưởng và Chủ nhiệm các Ủy ban                                    | Bộ trưởng                                                            | Bộ Quốc phòng                                                          | Trì Hạo Điền (kiêm)                                                  |
| Bộ trưởng và Chủ nhiệm các Ủy ban                                    | Bộ trưởng                                                            | Bộ Giáo dục                                                            | Trần Chí Lập (nữ)                                                    |
| Bộ trưởng và Chủ nhiệm các Ủy ban                                    | Bộ trưởng                                                            | Bộ Khoa học Kỹ thuật                                                   | Chu Lệ Lan (nữ) → Từ Quan Hoa                                        |
| Bộ trưởng và Chủ nhiệm các Ủy ban                                    | Bộ trưởng                                                            | Bộ Công an                                                             | Giả Xuân Vượng → Chu Vĩnh Khang                                      |
| Bộ trưởng và Chủ nhiệm các Ủy ban                                    | Bộ trưởng                                                            | Bộ An toàn Quốc gia                                                    | Hứa Vĩnh Dược                                                        |
| Bộ trưởng và Chủ nhiệm các Ủy ban                                    | Bộ trưởng                                                            | Bộ Giám sát                                                            | Hà Dũng                                                              |
| Bộ trưởng và Chủ nhiệm các Ủy ban                                    | Bộ trưởng                                                            | Bộ Dân Chính                                                           | Doje Cering (người Tạng)                                             |
| Bộ trưởng và Chủ nhiệm các Ủy ban                                    | Bộ trưởng                                                            | Bộ Tư pháp                                                             | Cao Xương Lễ → Trương Phúc Sâm                                       |
| Bộ trưởng và Chủ nhiệm các Ủy ban                                    | Bộ trưởng                                                            | Bộ Tài chính                                                           | Hạng Hoài Thành                                                      |
| Bộ trưởng và Chủ nhiệm các Ủy ban                                    | Bộ trưởng                                                            | Bộ Nhân sự                                                             | Tống Đức Phúc → Trương Học Trung → Trương Bách Lâm                   |
| Bộ trưởng và Chủ nhiệm các Ủy ban                                    | Bộ trưởng                                                            | Bộ Bảo vệ Xã hội và Lao động                                           | Trương Tả Kỷ                                                         |
| Bộ trưởng và Chủ nhiệm các Ủy ban                                    | Bộ trưởng                                                            | Bộ Địa chất Khoáng sản                                                 | Chu Vĩnh Khang → Điền Phượng Sơn                                     |
| Bộ trưởng và Chủ nhiệm các Ủy ban                                    | Bộ trưởng                                                            | Bộ Kiến thiết                                                          | Du Chính Thanh → Uông Quang Đảo                                      |
| Bộ trưởng và Chủ nhiệm các Ủy ban                                    | Bộ trưởng                                                            | Bộ Đường sắt                                                           | Phó Chí Hoàn                                                         |
| Bộ trưởng và Chủ nhiệm các Ủy ban                                    | Bộ trưởng                                                            | Bộ Giao thông                                                          | Hoàng Trấn Đông → Trương Xuân Hiền                                   |
| Bộ trưởng và Chủ nhiệm các Ủy ban                                    | Bộ trưởng                                                            | Bộ Tin Tức Tài sản                                                     | Ngô Cơ Truyện                                                        |
| Bộ trưởng và Chủ nhiệm các Ủy ban                                    | Bộ trưởng                                                            | Bộ Thủy lợi                                                            | Nữu Mậu Sinh (người Mãn) → Uông Thứ Thành                            |
| Bộ trưởng và Chủ nhiệm các Ủy ban                                    | Bộ trưởng                                                            | Bộ Nông nghiệp                                                         | Trần Diệu Bang → Đỗ Thanh Lâm                                        |
| Bộ trưởng và Chủ nhiệm các Ủy ban                                    | Bộ trưởng                                                            | Bộ Hợp tác Kinh tế Mậu dịch Đối ngoại                                  | Thạch Quảng Sinh                                                     |
| Bộ trưởng và Chủ nhiệm các Ủy ban                                    | Bộ trưởng                                                            | Bộ Văn hóa                                                             | Tôn Gia Chính                                                        |
| Bộ trưởng và Chủ nhiệm các Ủy ban                                    | Bộ trưởng                                                            | Bộ Y tế                                                                | Trương Văn Khang                                                     |
| Bộ trưởng và Chủ nhiệm các Ủy ban                                    | Chủ nhiệm                                                            | Ủy ban Kế hoạch Phát triển Nhà nước                                    | Tăng Bồi Viêm                                                        |
| Bộ trưởng và Chủ nhiệm các Ủy ban                                    | Chủ nhiệm                                                            | Ủy ban Mậu dịch Kinh tế Nhà nước                                       | Thịnh Hoa Nhân → Lý Vinh Dung                                        |
| Bộ trưởng và Chủ nhiệm các Ủy ban                                    | Chủ nhiệm                                                            | Ủy ban Công nghiệp Khoa học Kỹ thuật Quốc phòng                        | Lưu Tích Bân                                                         |
| Bộ trưởng và Chủ nhiệm các Ủy ban                                    | Chủ nhiệm                                                            | Ủy ban Công tác Dân tộc Nhà nước                                       | Lý Đức Chu (người Triều Tiên)                                        |
| Bộ trưởng và Chủ nhiệm các Ủy ban                                    | Chủ nhiệm                                                            | Ủy ban Kế hoạch Sinh sản Nhà nước                                      | Trương Duy Khánh                                                     |
| Bộ trưởng và Chủ nhiệm các Ủy ban                                    | Thống Đốc                                                            | Ngân hàng Nhân dân Trung ương                                          | Đái Tương Long → Chu Tiểu Xuyên                                      |
| Bộ trưởng và Chủ nhiệm các Ủy ban                                    | Tổng Kiểm toán trưởng                                                | Tổng Kiểm toán                                                         | Lý Kim Hoa                                                           |

### Khóa X (2003-2008)
| Quốc vụ viện Đại hội Đại biểu Nhân dân Toàn quốc khóa X (2003-2008) | Quốc vụ viện Đại hội Đại biểu Nhân dân Toàn quốc khóa X (2003-2008) | Quốc vụ viện Đại hội Đại biểu Nhân dân Toàn quốc khóa X (2003-2008)                   | Quốc vụ viện Đại hội Đại biểu Nhân dân Toàn quốc khóa X (2003-2008)             |
| Thành phần                                                          | Chức vụ                                                             | Tên                                                                                   | Ghi chú khác                                                                    |
| ------------------------------------------------------------------- | ------------------------------------------------------------------- | ------------------------------------------------------------------------------------- | ------------------------------------------------------------------------------- |
| Thường vụ Quốc vụ viện                                              | Thủ tướng                                                           | Ôn Gia Bảo (Bí thư Đảng bộ)                                                           |                                                                                 |
| Thường vụ Quốc vụ viện                                              | Phó Thủ tướng                                                       | Hoàng Cúc (Phó Bí thư Đảng bộ) Ngô Nghi (nữ) Tăng Bồi Viêm Hồi Lương Ngọc (người Hồi) |                                                                                 |
| Thường vụ Quốc vụ viện                                              | Ủy viên Quốc vụ                                                     | Chu Vĩnh Khang Tào Cương Xuyên Đường Gia Triền Hoa Kiến Mẫn Trần Chí Lập (nữ)         |                                                                                 |
| Thường vụ Quốc vụ viện                                              | Tổng Thư ký                                                         | Hoa Kiến Mẫn (Bí thư Đảng bộ cơ quan, kiêm)                                           |                                                                                 |
| Thành phần                                                          | Chức vụ                                                             | Trực thuộc                                                                            | Tên                                                                             |
| Bộ trưởng và Chủ nhiệm các Ủy ban                                   | Bộ trưởng                                                           | Bộ Ngoại giao                                                                         | Lý Triệu Tinh → Dương Khiết Trì                                                 |
| Bộ trưởng và Chủ nhiệm các Ủy ban                                   | Bộ trưởng                                                           | Bộ Quốc phòng                                                                         | Tào Cương Xuyên (kiêm)                                                          |
| Bộ trưởng và Chủ nhiệm các Ủy ban                                   | Bộ trưởng                                                           | Bộ Giáo dục                                                                           | Trần Chí Lập (nữ)                                                               |
| Bộ trưởng và Chủ nhiệm các Ủy ban                                   | Bộ trưởng                                                           | Bộ Khoa học Kỹ thuật                                                                  | Từ Quan Hoa → Vạn Cương (Đảng Trí Công)                                         |
| Bộ trưởng và Chủ nhiệm các Ủy ban                                   | Bộ trưởng                                                           | Bộ Công an                                                                            | Chu Vĩnh Khang → Mạnh Kiến Trụ                                                  |
| Bộ trưởng và Chủ nhiệm các Ủy ban                                   | Bộ trưởng                                                           | Bộ An toàn Quốc gia                                                                   | Hứa Vĩnh Dược → Cảnh Huệ Xương                                                  |
| Bộ trưởng và Chủ nhiệm các Ủy ban                                   | Bộ trưởng                                                           | Bộ Giám sát                                                                           | Lý Chí Luân → Mã Ôn (nữ)                                                        |
| Bộ trưởng và Chủ nhiệm các Ủy ban                                   | Bộ trưởng                                                           | Bộ Dân Chính                                                                          | Lý Học Cử                                                                       |
| Bộ trưởng và Chủ nhiệm các Ủy ban                                   | Bộ trưởng                                                           | Bộ Tư pháp                                                                            | Trương Phúc Sâm → Ngô Ái Anh (nữ)                                               |
| Bộ trưởng và Chủ nhiệm các Ủy ban                                   | Bộ trưởng                                                           | Bộ Tài chính                                                                          | Kim Nhân Khánh → Tạ Húc Nhân                                                    |
| Bộ trưởng và Chủ nhiệm các Ủy ban                                   | Bộ trưởng                                                           | Bộ Nhân sự                                                                            | Trương Bách Lâm → Doãn Úy Dân                                                   |
| Bộ trưởng và Chủ nhiệm các Ủy ban                                   | Bộ trưởng                                                           | Bộ Lao động và Đảm bảo xã hội                                                         | Trịnh Tư Lâm → Điền Thành Bình                                                  |
| Bộ trưởng và Chủ nhiệm các Ủy ban                                   | Bộ trưởng                                                           | Bộ Tài nguyên Lãnh thổ                                                                | Điền Phượng Sơn → Tôn Văn Thịnh → Từ Thiệu Sử                                   |
| Bộ trưởng và Chủ nhiệm các Ủy ban                                   | Bộ trưởng                                                           | Bộ Kiến thiết                                                                         | Uông Quang Đảo                                                                  |
| Bộ trưởng và Chủ nhiệm các Ủy ban                                   | Bộ trưởng                                                           | Bộ Đường sắt                                                                          | Lưu Chí Quân                                                                    |
| Bộ trưởng và Chủ nhiệm các Ủy ban                                   | Bộ trưởng                                                           | Bộ Giao thông                                                                         | Trương Xuân Hiền → Lý Thịnh Lâm                                                 |
| Bộ trưởng và Chủ nhiệm các Ủy ban                                   | Bộ trưởng                                                           | Bộ Thông tin Viễn thông                                                               | Vương Húc Đông                                                                  |
| Bộ trưởng và Chủ nhiệm các Ủy ban                                   | Bộ trưởng                                                           | Bộ Thủy lợi                                                                           | Uông Thứ Thành → Trần Lôi                                                       |
| Bộ trưởng và Chủ nhiệm các Ủy ban                                   | Bộ trưởng                                                           | Bộ Nông nghiệp                                                                        | Đỗ Thanh Lâm → Tôn Chính Tài                                                    |
| Bộ trưởng và Chủ nhiệm các Ủy ban                                   | Bộ trưởng                                                           | Bộ Thương mại                                                                         | Lữ Phúc Nguyên → Bạc Hy Lai → Trần Đức Minh                                     |
| Bộ trưởng và Chủ nhiệm các Ủy ban                                   | Bộ trưởng                                                           | Bộ Văn hóa                                                                            | Tôn Gia Chính                                                                   |
| Bộ trưởng và Chủ nhiệm các Ủy ban                                   | Bộ trưởng                                                           | Bộ Y tế                                                                               | Trương Văn Khang → Ngô Nghi (nữ,kiêm) → Cao Cường → Trần Trúc (không đảng phái) |
| Bộ trưởng và Chủ nhiệm các Ủy ban                                   | Chủ nhiệm                                                           | Ủy ban Kế hoạch Phát triển Nhà nước                                                   | Mã Khải                                                                         |
| Bộ trưởng và Chủ nhiệm các Ủy ban                                   | Chủ nhiệm                                                           | Ủy ban Công nghiệp Khoa học Kỹ thuật Quốc phòng                                       | Trương Văn Xuyên → Trương Khánh Vĩ                                              |
| Bộ trưởng và Chủ nhiệm các Ủy ban                                   | Chủ nhiệm                                                           | Ủy ban Công tác Dân tộc Nhà nước                                                      | Lý Đức Chu (người Triều Tiên)                                                   |
| Bộ trưởng và Chủ nhiệm các Ủy ban                                   | Chủ nhiệm                                                           | Ủy ban Kế hoạch hóa gia đình Nhà nước                                                 | Trương Duy Khánh                                                                |
| Bộ trưởng và Chủ nhiệm các Ủy ban                                   | Thống Đốc                                                           | Ngân hàng Nhân dân Trung ương                                                         | Chu Tiểu Xuyên                                                                  |
| Bộ trưởng và Chủ nhiệm các Ủy ban                                   | Tổng Kiểm toán trưởng                                               | Tổng Kiểm toán                                                                        | Lý Kim Hoa                                                                      |

### Khóa XI (2008-2013)
| Quốc vụ viện Đại hội Đại biểu Nhân dân Toàn quốc khóa thứ XI (2008-2013) | Quốc vụ viện Đại hội Đại biểu Nhân dân Toàn quốc khóa thứ XI (2008-2013) | Quốc vụ viện Đại hội Đại biểu Nhân dân Toàn quốc khóa thứ XI (2008-2013)                    | Quốc vụ viện Đại hội Đại biểu Nhân dân Toàn quốc khóa thứ XI (2008-2013) |
| Thành phần                                                               | Chức vụ                                                                  | Tên                                                                                         | Ghi chú khác                                                             |
| ------------------------------------------------------------------------ | ------------------------------------------------------------------------ | ------------------------------------------------------------------------------------------- | ------------------------------------------------------------------------ |
| Thường vụ Quốc vụ viện                                                   | Thủ tướng                                                                | Ôn Gia Bảo (Bí thư Đảng bộ)                                                                 |                                                                          |
| Thường vụ Quốc vụ viện                                                   | Phó Thủ tướng                                                            | Lý Khắc Cường (Phó Bí thư Đảng bộ) Hồi Lương Ngọc (người Hồi) Trương Đức Giang Vương Kỳ Sơn |                                                                          |
| Thường vụ Quốc vụ viện                                                   | Ủy viên Quốc vụ                                                          | Lưu Diên Đông (nữ) Lương Quang Liệt Mã Khải Mạnh Kiến Trụ Đới Bỉnh Quốc (người Thổ Gia)     |                                                                          |
| Thường vụ Quốc vụ viện                                                   | Tổng Thư ký                                                              | Mã Khải (Bí thư Đảng bộ cơ quan, kiêm)                                                      |                                                                          |
| Thành phần                                                               | Chức vụ                                                                  | Trực thuộc                                                                                  | Tên                                                                      |
| Bộ trưởng và Chủ nhiệm các Ủy ban                                        | Bộ trưởng                                                                | Bộ Ngoại giao                                                                               | Dương Khiết Trì                                                          |
| Bộ trưởng và Chủ nhiệm các Ủy ban                                        | Bộ trưởng                                                                | Bộ Quốc phòng                                                                               | Lương Quang Liệt (kiêm)                                                  |
| Bộ trưởng và Chủ nhiệm các Ủy ban                                        | Bộ trưởng                                                                | Bộ Giáo dục                                                                                 | Chu Tể → Viên Quý Nhân                                                   |
| Bộ trưởng và Chủ nhiệm các Ủy ban                                        | Bộ trưởng                                                                | Bộ Khoa học Kỹ thuật                                                                        | Vạn Cương (Đảng Trí Công)                                                |
| Bộ trưởng và Chủ nhiệm các Ủy ban                                        | Bộ trưởng                                                                | Bộ Công nghiệp và Tin tức hóa                                                               | Lý Nghị Trung → Miêu Vu                                                  |
| Bộ trưởng và Chủ nhiệm các Ủy ban                                        | Bộ trưởng                                                                | Bộ Công an                                                                                  | Mạnh Kiến Trụ (kiêm) → Quách Thanh Côn                                   |
| Bộ trưởng và Chủ nhiệm các Ủy ban                                        | Bộ trưởng                                                                | Bộ An toàn Quốc gia                                                                         | Cảnh Huệ Xương                                                           |
| Bộ trưởng và Chủ nhiệm các Ủy ban                                        | Bộ trưởng                                                                | Bộ Giám sát                                                                                 | Mã Ôn (nữ)                                                               |
| Bộ trưởng và Chủ nhiệm các Ủy ban                                        | Bộ trưởng                                                                | Bộ Dân Chính                                                                                | Lý Học Cử → Lý Lập Quốc                                                  |
| Bộ trưởng và Chủ nhiệm các Ủy ban                                        | Bộ trưởng                                                                | Bộ Tư pháp                                                                                  | Ngô Ái Anh (nữ)                                                          |
| Bộ trưởng và Chủ nhiệm các Ủy ban                                        | Bộ trưởng                                                                | Bộ Tài chính                                                                                | Tạ Húc Nhân                                                              |
| Bộ trưởng và Chủ nhiệm các Ủy ban                                        | Bộ trưởng                                                                | Bộ Nhân lực và An sinh Xã hội                                                               | Doãn Úy Dân                                                              |
| Bộ trưởng và Chủ nhiệm các Ủy ban                                        | Bộ trưởng                                                                | Bộ Đất đai Lãnh thổ                                                                         | Từ Thiệu Sử                                                              |
| Bộ trưởng và Chủ nhiệm các Ủy ban                                        | Bộ trưởng                                                                | Bộ Bảo vệ môi trường                                                                        | Chu Sinh Hiền                                                            |
| Bộ trưởng và Chủ nhiệm các Ủy ban                                        | Bộ trưởng                                                                | Bộ Nhà ở và Phát triển Đô thị Nông thôn                                                     | Khương Vĩnh Tân                                                          |
| Bộ trưởng và Chủ nhiệm các Ủy ban                                        | Bộ trưởng                                                                | Bộ Đường sắt                                                                                | Lưu Chí Quân → Thịnh Quang Tổ                                            |
| Bộ trưởng và Chủ nhiệm các Ủy ban                                        | Bộ trưởng                                                                | Bộ Giao thông Vận tải                                                                       | Lý Thịnh Lâm → Dương Truyện Đường                                        |
| Bộ trưởng và Chủ nhiệm các Ủy ban                                        | Bộ trưởng                                                                | Bộ Thủy lợi                                                                                 | Trần Lôi                                                                 |
| Bộ trưởng và Chủ nhiệm các Ủy ban                                        | Bộ trưởng                                                                | Bộ Nông nghiệp                                                                              | Tôn Chính Tài → Hàn Trường Phứ                                           |
| Bộ trưởng và Chủ nhiệm các Ủy ban                                        | Bộ trưởng                                                                | Bộ Thương mại                                                                               | Trần Đức Minh                                                            |
| Bộ trưởng và Chủ nhiệm các Ủy ban                                        | Bộ trưởng                                                                | Bộ Văn hóa                                                                                  | Thái Võ                                                                  |
| Bộ trưởng và Chủ nhiệm các Ủy ban                                        | Bộ trưởng                                                                | Bộ Y tế                                                                                     | Trần Trúc (không đảng phái → Đảng Nông Công)                             |
| Bộ trưởng và Chủ nhiệm các Ủy ban                                        | Chủ nhiệm                                                                | Ủy ban Cải cách Phát triển Nhà nước                                                         | Trương Bình                                                              |
| Bộ trưởng và Chủ nhiệm các Ủy ban                                        | Chủ nhiệm                                                                | Ủy ban Công tác Dân tộc Nhà nước                                                            | Dương Tinh (người Mông Cổ)                                               |
| Bộ trưởng và Chủ nhiệm các Ủy ban                                        | Chủ nhiệm                                                                | Ủy ban Kế hoạch hóa gia đình Nhà nước                                                       | Lý Bân (nữ) → Vương Hiệp (nữ)                                            |
| Bộ trưởng và Chủ nhiệm các Ủy ban                                        | Thống Đốc                                                                | Ngân hàng Nhân dân Trung ương                                                               | Chu Tiểu Xuyên                                                           |
| Bộ trưởng và Chủ nhiệm các Ủy ban                                        | Tổng Kiểm toán trưởng                                                    | Tổng Kiểm toán                                                                              | Lưu Gia Nghĩa                                                            |

### Khóa XII (2013-2018)
| Quốc vụ viện Đại hội Đại biểu Nhân dân Toàn quốc khóa thứ XII (2013-2018) | Quốc vụ viện Đại hội Đại biểu Nhân dân Toàn quốc khóa thứ XII (2013-2018) | Quốc vụ viện Đại hội Đại biểu Nhân dân Toàn quốc khóa thứ XII (2013-2018)             | Quốc vụ viện Đại hội Đại biểu Nhân dân Toàn quốc khóa thứ XII (2013-2018)                           |
| Thành phần                                                                | Chức vụ                                                                   | Tên                                                                                   | Ghi chú khác                                                                                        |
| ------------------------------------------------------------------------- | ------------------------------------------------------------------------- | ------------------------------------------------------------------------------------- | --------------------------------------------------------------------------------------------------- |
| Thường vụ Quốc vụ viện                                                    | Thủ tướng                                                                 | Lý Khắc Cường (Bí thư Đảng bộ)                                                        | |
| Thường vụ Quốc vụ viện                                                    | Phó Thủ tướng                                                             | Trương Cao Lệ (Phó Bí thư Đảng bộ) Lưu Diên Đông (nữ) Uông Dương Mã Khải              | |
| Thường vụ Quốc vụ viện                                                    | Ủy viên Quốc vụ                                                           | Dương Tinh (người Mông Cổ) Thường Vạn Toàn Dương Khiết Trì Quách Thanh Côn Vương Dũng | |
| Thường vụ Quốc vụ viện                                                    | Tổng Thư ký                                                               | Dương Tinh (kiêm)                                                                     | |
| Thành phần                                                                | Chức vụ                                                                   | Trực thuộc                                                                            | Tên                                                                                                 |
| Bộ trưởng và Chủ nhiệm các Ủy ban                                         | Bộ trưởng                                                                 | Bộ Ngoại giao                                                                         | Vương Nghị                                                                                          |
| Bộ trưởng và Chủ nhiệm các Ủy ban                                         | Bộ trưởng                                                                 | Bộ Quốc phòng                                                                         | Thường Vạn Toàn (kiêm)                                                                              |
| Bộ trưởng và Chủ nhiệm các Ủy ban                                         | Bộ trưởng                                                                 | Bộ Giáo dục                                                                           | Viên Quý Nhân → Trần Bảo Sinh (từ 7/2016)                                                           |
| Bộ trưởng và Chủ nhiệm các Ủy ban                                         | Bộ trưởng                                                                 | Bộ Khoa học Kỹ thuật                                                                  | Vạn Cương (Đảng Trí Công, Phó Chủ tịch Chính Hiệp Toàn quốc)                                        |
| Bộ trưởng và Chủ nhiệm các Ủy ban                                         | Bộ trưởng                                                                 | Bộ Công nghiệp và Truyền thông                                                        | Miêu Vu                                                                                             |
| Bộ trưởng và Chủ nhiệm các Ủy ban                                         | Bộ trưởng                                                                 | Bộ Công an                                                                            | Quách Thanh Côn (kiêm) → Triệu Khắc Chí (từ 11/2017)                                                |
| Bộ trưởng và Chủ nhiệm các Ủy ban                                         | Bộ trưởng                                                                 | Bộ An ninh Quốc gia                                                                   | Cảnh Huệ Xương → Trần Văn Thanh (từ 11/2016)                                                        |
| Bộ trưởng và Chủ nhiệm các Ủy ban                                         | Bộ trưởng                                                                 | Bộ Giám sát                                                                           | Hoàng Thụ Hiền → Dương Hiểu Độ (từ 12/2016)                                                         |
| Bộ trưởng và Chủ nhiệm các Ủy ban                                         | Bộ trưởng                                                                 | Bộ Dân Chính                                                                          | Lý Lập Quốc → Hoàng Thụ Hiền (từ 12/2016)                                                           |
| Bộ trưởng và Chủ nhiệm các Ủy ban                                         | Bộ trưởng                                                                 | Bộ Tư pháp                                                                            | Ngô Ái Anh (nữ) → Trương Quân (từ 2/2017)                                                           |
| Bộ trưởng và Chủ nhiệm các Ủy ban                                         | Bộ trưởng                                                                 | Bộ Tài chính                                                                          | Lâu Kế Vĩ → Tiêu Tiệp (từ 11/2016)                                                                  |
| Bộ trưởng và Chủ nhiệm các Ủy ban                                         | Bộ trưởng                                                                 | Bộ Nhân lực và Bảo trợ Xã hội                                                         | Doãn Úy Dân                                                                                         |
| Bộ trưởng và Chủ nhiệm các Ủy ban                                         | Bộ trưởng                                                                 | Bộ Tài nguyên Đất đai                                                                 | Khương Đại Minh                                                                                     |
| Bộ trưởng và Chủ nhiệm các Ủy ban                                         | Bộ trưởng                                                                 | Bộ Bảo vệ Môi trường                                                                  | Chu Sinh Hiền → Trần Cát Ninh (từ 2/2015) → Lý Cán Kiệt (từ 6/2017)                                 |
| Bộ trưởng và Chủ nhiệm các Ủy ban                                         | Bộ trưởng                                                                 | Bộ Nhà ở và Phát triển đô thị Nông thôn                                               | Khương Vĩ Tân → Trần Chính Cao (từ 6/2014) → Vương Mông Huy (từ 6/2017)                             |
| Bộ trưởng và Chủ nhiệm các Ủy ban                                         | Bộ trưởng                                                                 | Bộ Giao thông Vận tải                                                                 | Dương Truyện Đường → Tiểu Lý Bằng (từ 9/2016)                                                       |
| Bộ trưởng và Chủ nhiệm các Ủy ban                                         | Bộ trưởng                                                                 | Bộ Thủy lợi                                                                           | Trần Lôi                                                                                            |
| Bộ trưởng và Chủ nhiệm các Ủy ban                                         | Bộ trưởng                                                                 | Bộ Nông nghiệp                                                                        | Hàn Trường Phú                                                                                      |
| Bộ trưởng và Chủ nhiệm các Ủy ban                                         | Bộ trưởng                                                                 | Bộ Thương mại                                                                         | Cao Hổ Thành → Chung Sơn (từ 2/2017)                                                                |
| Bộ trưởng và Chủ nhiệm các Ủy ban                                         | Bộ trưởng                                                                 | Bộ Văn hóa                                                                            | Thái Võ → Lạc Thụ Cương (từ 12/2014)                                                                |
| Bộ trưởng và Chủ nhiệm các Ủy ban                                         | Chủ nhiệm                                                                 | Ủy ban Cải cách Phát triển Nhà nước                                                   | Từ Thiệu Sử → Hà Lập Phong (từ 2/2017)                                                              |
| Bộ trưởng và Chủ nhiệm các Ủy ban                                         | Chủ nhiệm                                                                 | Ủy ban Công tác Dân tộc Nhà nước                                                      | Vương Chính Vĩ (người Hồi, Phó Chủ tịch Chính Hiệp Toàn quốc) → Bagatur (người Mông Cổ) (từ 4/2016) |
| Bộ trưởng và Chủ nhiệm các Ủy ban                                         | Chủ nhiệm                                                                 | Ủy ban Kế hoạch hóa gia đình và Y tế Nhà nước                                         | Lý Bân (nữ)                                                                                         |
| Bộ trưởng và Chủ nhiệm các Ủy ban                                         | Thống Đốc                                                                 | Ngân hàng Nhân dân Trung ương                                                         | Chu Tiểu Xuyên (Phó Chủ tịch Chính Hiệp Toàn quốc)                                                  |
| Bộ trưởng và Chủ nhiệm các Ủy ban                                         | Tổng Kiểm toán trưởng                                                     | Tổng Kiểm toán                                                                        | Lưu Gia Nghĩa → Hồ Trạch Quân (từ 4/2017)                                                           |

### Khóa XIII (2018-2023)
| Quốc vụ viện Đại hội Đại biểu Nhân dân Toàn quốc khóa XIII (2018-nay) | Quốc vụ viện Đại hội Đại biểu Nhân dân Toàn quốc khóa XIII (2018-nay) | Quốc vụ viện Đại hội Đại biểu Nhân dân Toàn quốc khóa XIII (2018-nay) | Quốc vụ viện Đại hội Đại biểu Nhân dân Toàn quốc khóa XIII (2018-nay) |
| Thành phần                                                            | Chức vụ                                                               | Tên                                                                   | Ghi chú khác                                                          |
| --------------------------------------------------------------------- | --------------------------------------------------------------------- | --------------------------------------------------------------------- | --------------------------------------------------------------------- |
| Thường vụ Quốc vụ viện                                                | Thủ tướng                                                             | Lý Khắc Cường (Bí thư Đảng bộ)                                        |                                                                       |
| Thường vụ Quốc vụ viện                                                | Phó Thủ tướng                                                         | Hàn Chính (Phó Bí thư Đảng bộ) Hồ Xuân Hoa Tôn Xuân Lan (nữ) Lưu Hạc  |                                                                       |
| Thường vụ Quốc vụ viện                                                | Ủy viên Quốc vụ                                                       | Ngụy Phượng Hòa Vương Dũng Vương Nghị Tiêu Tiệp Triệu Khắc Chí        |                                                                       |
| Thường vụ Quốc vụ viện                                                | Tổng Thư ký                                                           | Tiêu Tiệp (kiêm)                                                      |                                                                       |
| Thành phần                                                            | Chức vụ                                                               | Trực thuộc                                                            | Tên                                                                   |
| Bộ trưởng và Chủ nhiệm các Ủy ban                                     | Bộ trưởng                                                             | Bộ Ngoại giao                                                         | Vương Nghị (kiêm)                                                     |
| Bộ trưởng và Chủ nhiệm các Ủy ban                                     | Bộ trưởng                                                             | Bộ Quốc phòng                                                         | Ngụy Phượng Hòa (kiêm)                                                |
| Bộ trưởng và Chủ nhiệm các Ủy ban                                     | Bộ trưởng                                                             | Bộ Giáo dục                                                           | Trần Bảo Sinh                                                         |
| Bộ trưởng và Chủ nhiệm các Ủy ban                                     | Bộ trưởng                                                             | Bộ Khoa học Kỹ thuật                                                  | Vương Chí Cương                                                       |
| Bộ trưởng và Chủ nhiệm các Ủy ban                                     | Bộ trưởng                                                             | Bộ Công nghiệp và Truyền thông                                        | Miêu Vu                                                               |
| Bộ trưởng và Chủ nhiệm các Ủy ban                                     | Bộ trưởng                                                             | Bộ Công an                                                            | Triệu Khắc Chí (kiêm)                                                 |
| Bộ trưởng và Chủ nhiệm các Ủy ban                                     | Bộ trưởng                                                             | Bộ An ninh Quốc gia                                                   | Trần Văn Thanh                                                        |
| Bộ trưởng và Chủ nhiệm các Ủy ban                                     | Bộ trưởng                                                             | Bộ Dân Chính                                                          | Hoàng Thụ Hiền                                                        |
| Bộ trưởng và Chủ nhiệm các Ủy ban                                     | Bộ trưởng                                                             | Bộ Tư pháp                                                            | Phó Chính Hoa                                                         |
| Bộ trưởng và Chủ nhiệm các Ủy ban                                     | Bộ trưởng                                                             | Bộ Tài chính                                                          | Lưu Côn                                                               |
| Bộ trưởng và Chủ nhiệm các Ủy ban                                     | Bộ trưởng                                                             | Bộ Nhân lực và Bảo trợ Xã hội                                         | Trương Kỷ Nam                                                         |
| Bộ trưởng và Chủ nhiệm các Ủy ban                                     | Bộ trưởng                                                             | Bộ Tài nguyên Tự nhiên                                                | Lục Hạo                                                               |
| Bộ trưởng và Chủ nhiệm các Ủy ban                                     | Bộ trưởng                                                             | Bộ Môi trường Sinh thái                                               | Lý Cán Kiệt                                                           |
| Bộ trưởng và Chủ nhiệm các Ủy ban                                     | Bộ trưởng                                                             | Bộ Nhà ở và Phát triển Đô thị Nông thôn                               | Vương Mông Huy                                                        |
| Bộ trưởng và Chủ nhiệm các Ủy ban                                     | Bộ trưởng                                                             | Bộ Giao thông Vận tải                                                 | Lý Tiểu Bằng                                                          |
| Bộ trưởng và Chủ nhiệm các Ủy ban                                     | Bộ trưởng                                                             | Bộ Thủy lợi                                                           | Ngạc Cánh Bình                                                        |
| Bộ trưởng và Chủ nhiệm các Ủy ban                                     | Bộ trưởng                                                             | Bộ Nông nghiệp Nông thôn                                              | Hàn Trường Phú                                                        |
| Bộ trưởng và Chủ nhiệm các Ủy ban                                     | Bộ trưởng                                                             | Bộ Thương mại                                                         | Chung Sơn                                                             |
| Bộ trưởng và Chủ nhiệm các Ủy ban                                     | Bộ trưởng                                                             | Bộ Văn hóa và Du lịch                                                 | Lạc Thụ Cương                                                         |
| Bộ trưởng và Chủ nhiệm các Ủy ban                                     | Bộ trưởng                                                             | Bộ Cựu chiến binh                                                     | Tôn Thiệu Sính                                                        |
| Bộ trưởng và Chủ nhiệm các Ủy ban                                     | Bộ trưởng                                                             | Bộ Tình trạng Khẩn cấp                                                | Vương Ngọc Phổ                                                        |
| Bộ trưởng và Chủ nhiệm các Ủy ban                                     | Chủ nhiệm                                                             | Ủy ban Cải cách Phát triển Nhà nước                                   | Hà Lập Phong                                                          |
| Bộ trưởng và Chủ nhiệm các Ủy ban                                     | Chủ nhiệm                                                             | Ủy ban Công tác Dân tộc Nhà nước                                      | Bagatur (người Mông Cổ)                                               |
| Bộ trưởng và Chủ nhiệm các Ủy ban                                     | Chủ nhiệm                                                             | Ủy ban Y tế Sức khỏe Nhà nước                                         | Mã Hiểu Vĩ                                                            |
| Bộ trưởng và Chủ nhiệm các Ủy ban                                     | Thống Đốc                                                             | Ngân hàng Nhân dân Trung Quốc                                         | Dịch Cương                                                            |
| Bộ trưởng và Chủ nhiệm các Ủy ban                                     | Tổng Kiểm toán trưởng                                                 | Tổng Kiểm toán                                                        | Hồ Trạch Quân (nữ)                                                    |

### Khóa XIV (2023-nay)
| Quốc vụ viện Đại hội Đại biểu Nhân dân Toàn quốc khóa XIII (2018-nay) | Quốc vụ viện Đại hội Đại biểu Nhân dân Toàn quốc khóa XIII (2018-nay) | Quốc vụ viện Đại hội Đại biểu Nhân dân Toàn quốc khóa XIII (2018-nay)         | Quốc vụ viện Đại hội Đại biểu Nhân dân Toàn quốc khóa XIII (2018-nay)  |
| Thành phần                                                            | Chức vụ                                                               | Tên                                                                           | Ghi chú khác                                                           |
| --------------------------------------------------------------------- | --------------------------------------------------------------------- | ----------------------------------------------------------------------------- | ---------------------------------------------------------------------- |
| Thường vụ Quốc vụ viện                                                | Thủ tướng                                                             | Lý Cường                                                                      |                                                                        |
| Thường vụ Quốc vụ viện                                                | Phó Thủ tướng                                                         | Đinh Tiết Tường Hà Lập Phong Trương Quốc Thanh Lưu Quốc Trung                 |                                                                        |
| Thường vụ Quốc vụ viện                                                | Ủy viên Quốc vụ                                                       | Lý Thượng Phúc (đến tháng 10/2023) Vương Tiểu Hồng Thẩm Di Cầm (nữ) Tần Cương |                                                                        |
| Thường vụ Quốc vụ viện                                                | Tổng Thư ký                                                           | Ngô Chính Long                                                                |                                                                        |
| Thành phần                                                            | Chức vụ                                                               | Trực thuộc                                                                    | Tên                                                                    |
| Bộ trưởng và Chủ nhiệm các Ủy ban                                     | Bộ trưởng                                                             | Bộ Ngoại giao                                                                 | Tần Cương (đến 7/2023) Vương Nghị (từ 7/2023)                          |
| Bộ trưởng và Chủ nhiệm các Ủy ban                                     | Bộ trưởng                                                             | Bộ Quốc phòng                                                                 | Lý Thượng Phúc (kiêm) (đến tháng 10/2023) Đổng Quân (từ tháng 12/2023) |
| Bộ trưởng và Chủ nhiệm các Ủy ban                                     | Bộ trưởng                                                             | Bộ Giáo dục                                                                   | Hoài Tiến Bằng                                                         |
| Bộ trưởng và Chủ nhiệm các Ủy ban                                     | Bộ trưởng                                                             | Bộ Khoa học Công nghệ                                                         | Vương Chí Cương                                                        |
| Bộ trưởng và Chủ nhiệm các Ủy ban                                     | Bộ trưởng                                                             | Bộ Công nghiệp và Truyền thông                                                | Miêu Vu                                                                |
| Bộ trưởng và Chủ nhiệm các Ủy ban                                     | Bộ trưởng                                                             | Bộ Công an                                                                    | Vương Tiểu Hồng                                                        |
| Bộ trưởng và Chủ nhiệm các Ủy ban                                     | Bộ trưởng                                                             | Bộ An ninh Quốc gia                                                           | Trần Nhất Tân                                                          |
| Bộ trưởng và Chủ nhiệm các Ủy ban                                     | Bộ trưởng                                                             | Bộ Dân Chính                                                                  |                                                                        |
| Bộ trưởng và Chủ nhiệm các Ủy ban                                     | Bộ trưởng                                                             | Bộ Tư pháp                                                                    | Hạ Vinh                                                                |
| Bộ trưởng và Chủ nhiệm các Ủy ban                                     | Bộ trưởng                                                             | Bộ Tài chính                                                                  | Lưu Côn                                                                |
| Bộ trưởng và Chủ nhiệm các Ủy ban                                     | Bộ trưởng                                                             | Bộ Nhân lực và Bảo trợ Xã hội                                                 | Vương Hiểu Bằng                                                        |
| Bộ trưởng và Chủ nhiệm các Ủy ban                                     | Bộ trưởng                                                             | Bộ Tài nguyên thiên nhiên                                                     | Vương Quảng Hoa                                                        |
| Bộ trưởng và Chủ nhiệm các Ủy ban                                     | Bộ trưởng                                                             | Bộ Môi trường Sinh thái môi trường                                            | Hoàng Nhuận Thu                                                        |
| Bộ trưởng và Chủ nhiệm các Ủy ban                                     | Bộ trưởng                                                             | Bộ Nhà ở và Phát triển Đô thị Nông thôn                                       |                                                                        |
| Bộ trưởng và Chủ nhiệm các Ủy ban                                     | Bộ trưởng                                                             | Bộ Giao thông Vận tải                                                         | Lý Tiểu Bằng                                                           |
| Bộ trưởng và Chủ nhiệm các Ủy ban                                     | Bộ trưởng                                                             | Bộ Thủy lợi                                                                   | Lý Quốc Anh                                                            |
| Bộ trưởng và Chủ nhiệm các Ủy ban                                     | Bộ trưởng                                                             | Bộ Nông nghiệp Nông thôn                                                      | Đường Nhân Kiện                                                        |
| Bộ trưởng và Chủ nhiệm các Ủy ban                                     | Bộ trưởng                                                             | Bộ Thương mại                                                                 |                                                                        |
| Bộ trưởng và Chủ nhiệm các Ủy ban                                     | Bộ trưởng                                                             | Bộ Văn hóa và Du lịch                                                         | Hồ Hòa Bình                                                            |
| Bộ trưởng và Chủ nhiệm các Ủy ban                                     | Bộ trưởng                                                             | Bộ Cựu chiến binh                                                             |                                                                        |
| Bộ trưởng và Chủ nhiệm các Ủy ban                                     | Bộ trưởng                                                             | Bộ Tình trạng Khẩn cấp                                                        |                                                                        |
| Bộ trưởng và Chủ nhiệm các Ủy ban                                     | Chủ nhiệm                                                             | Ủy ban Cải cách Phát triển Nhà nước                                           | Trịnh San Khiết                                                        |
| Bộ trưởng và Chủ nhiệm các Ủy ban                                     | Chủ nhiệm                                                             | Ủy ban Công tác Dân tộc Nhà nước                                              | Bagatur (người Mông Cổ)                                                |
| Bộ trưởng và Chủ nhiệm các Ủy ban                                     | Chủ nhiệm                                                             | Ủy ban Y tế Sức khỏe Nhà nước                                                 |                                                                        |
| Bộ trưởng và Chủ nhiệm các Ủy ban                                     | Thống Đốc                                                             | Ngân hàng Nhân dân Trung Quốc                                                 | Dịch Cương                                                             |
| Bộ trưởng và Chủ nhiệm các Ủy ban                                     | Tổng Kiểm toán trưởng                                                 | Tổng Kiểm toán                                                                |                                                                        |